# 毛泽东生平
毛泽东出生于湖南湘潭韶山冲，幼年入私塾读书，曾务农。1918年毕业于湖南省立第一师范学校。1921年参与建立中国共产党，后参与第一次国共内战、第二次国共合作、中国抗日战争、第二次国共内战。自1945年中共七届一中全会出任中国共产党中央委员会主席至1976年逝世，是中华人民共和国历史上的第一代最高领导人。在经济社会等方面，毛泽东于1949年起逐渐推行计划经济，1950年起推进了扫盲运动，1953年起推动社会主义改造和工业化，1954年主导制定了第一部《中华人民共和国宪法》，1958年提出开展“两弹一星”工程；毛泽东时代的中国人口总数由5亿多增长到9亿多，人口生育率高于世界平均水平、人口死亡率呈波动式下降，期间中国政府并未严格实行计划生育、曾一度鼓励生育。与此同时，在政治文化等方面，1949年至1976年间，毛泽东主导或发动了土地改革运动、镇压反革命运动、三反五反运动、肃反运动、反右运动、大跃进、人民公社、四清运动、文化大革命等一系列政治和社会运动。

## 毛泽东生平年表

### 早年
| 年代   | 记事 | 图片 |
|        | 早年 |      |
| 1893年 | 12月26日，毛泽东出生于湖南省湘潭县韶山冲（今湖南省湘潭市韶山市）南岸上屋場:1。毛澤東幼年大部分時間在湘鄉唐家圫外祖父家度過；外祖父家四世同堂，務農為業，生活富裕；毛澤東同表兄弟生活，6歲開始作些田間零星勞動；因受母親影響，幼年曾信佛:1。 |      |
| 1901年 | 毛澤東被送入私塾读书，接受儒家传统教育。 |      |
| 1902年 | 春，毛澤東從唐家圫外祖父家回到韶山，入南岸私塾讀書，啟蒙教師鄒春培，先讀《三字經》，接着讀《幼學瓊林》、《論語》、《孟子》、《中庸》、《大學》；毛澤東記憶力強，能口誦心解，領悟很快；在學字以後，父親便要毛澤東習珠算，並繪家裡記帳:2。 |      |
| 1904年 | 秋，毛澤東到韶山關公橋私塾讀書，塾師毛詠生:3。 |      |
| 1905年 | 春，毛澤東就讀於韶山橋頭灣、鍾家灣私塾，塾師周少希:4。 |      |
| 1906年 | 秋，毛澤東到韶山井灣里私塾讀書，塾師毛宇居；毛澤東在私塾裡繼續讀四書五經，並開始練習書法；毛澤東不很喜歡讀經書，喜歡讀中國古代傳奇小說，曾讀過《精忠傳》、《水滸傳》、《三國演義》、《西游記》、《隋唐演義》等:5。毛澤東13岁之后的两年时间，他辍学在家与长工们一起种田，对农民的疾苦深有体会。坚定了不做农民，好好读书的理想。 |      |
| 1907年 | 1907年至1908年，毛澤東停學在家務農，白天同成年人一起在田間勞動，晚間替父親記帳；雖然輟學，仍繼續讀書；期間從表兄文運昌處借書，有鄭觀應《盛世危言》、馮桂芬《校邠廬抗議》等:6。 |      |
| 1908年 | 其父毛贻昌是一名富农，罗一秀1910年春因痢疾而不幸病逝。母亲文七妹则是普通农村妇女。毛澤東虽为家中老大，但是其母之前有两次怀胎夭折的经历，故毛澤東幼年时，其母带毛澤東在后山拜滴水洞山石为乾亲，并按当地习俗取小名为“石三伢子”。 |      |
| 1909年 | 秋，毛澤東復學，在韶山烏龜井私塾就讀，塾師毛岱鐘（以訟筆著稱於韶山一帶）:7。 |      |
| 1910年 | 春，毛澤東到韶山東茅塘一位秀才毛麓鐘（在蔡鍔部下供過職）家裡讀書，選讀《綱鑒類纂》、《史記》、《漢書》等古籍:8。4月，湖南糧荒，長沙饑民到湖南巡撫衙門示威要求平糶救災，被巡撫激怒，沖進衙門，砍斷旗桿，嚇走巡撫；後饑民暴動遭鎮壓，許多人被捕殺；毛澤東和同學們對此事議論多日，對“謀反者”所受冤屈深感不平；給毛澤東留下很深印象:8。秋，毛澤東考入湘鄉縣立東山高等小學堂讀書；毛澤東很長進，寫得一手好文章，受到校長和教員們特別是國文教員喜歡；國文教員賀嵐崗買《了凡綱鑒》送給毛澤東；毛澤東對表兄文運昌借給《新民叢報》連載之梁啟超《新民說》，看得非常用心:8-9。毛澤東16岁时请亲戚说动父亲允许他去“洋学堂”东山高等小学堂上学，在那里他接触到了梁启超等维新派的改良思想。 |      |
| 1911年 | 春，毛到長沙，考入湘鄉駐省中學讀書，首次看到中國同盟會《民立報》，知道孫中山和中國同盟會綱領、黃興在廣州領導反清武裝起義和黃花崗七十二烈士事跡，開始擁護孫等革命黨人；毛澤東第一次發表自己之政治意見，主張由孫、康有為、梁啟超組織新政府，反對專制獨裁之清王朝:10。5月，國內掀起反對清政府出賣鐵路權之運動；毛澤東和同學一起捲進鬥爭潮流；毛澤東和另一同學首先剪去辮子，並強制10幾個人也剪掉辮子:10。10月10日武昌起義後，長沙城內緊張，湖南巡撫宣布戒嚴；一天，革命黨人到湘鄉駐省中學激烈講演，號召建立民國；四五天後，毛澤東決心投筆從戎；10月22日長沙起義，湖南獨立；月底毛澤東參加駐長沙起義新軍第二十五混成協五十標第一營左隊當列兵；在軍隊認真接受軍事訓練，重視研究時事和社會問題，每月餉銀大都用於購買報紙，貪讀不厭；從《湘漢新聞》上，第一次看到新名詞「社會主義」:11。长沙革命党率先响应起义，毛澤東投入革命军，成为湖南新军的一名士兵。 |      |
| 1912年 | 3月10日，袁世凱在北京就任臨時大總統，毛澤東認為革命已經結束，退出軍隊，決定繼續求學；毛澤東在專業選擇上，舉棋不定，變換再三，先後報考警察學堂、肥皂制造學校、法政學堂、商業學堂、公立高級商業學校；在公立高級商業學校學習一個月，感到不滿意，最後以第一名成績考入湖南全省高等中學校（後改名省立第一中學）；6月，毛澤東寫題為《商鞅徙木立信論》，高度評價商鞅變法，說：「其法懲奸宄以保人民之權利，務耕織以增進國民之富力，尚軍功以樹國威，孥貧怠以絕消耗。此誠我國從來未有之大政策」，受到國文教員稱讚；國文教員看到毛澤東愛好歷史和文學，借給他《御批歷代通鑑輯覽》閱讀:12。3月毛澤東考入湖南全省公立高等中学校，但一个月后因为英文无法跟上教学而退学。秋，由於第一中學課程有限，毛澤東認為在校學習不如自學，便退學寄居在湘鄉會館，每日到湖南省立圖書館讀書；在半年中，廣泛涉獵18、19世紀歐洲社會科學和自然科學書籍；讀了嚴復譯亞當·斯密《原富》，孟德斯鳩《法意》，盧梭《民約論》，約翰·穆勒《穆勒名學》，赫胥黎《天演論》和達爾文關於物種起源的書，還讀俄、美、英、法等國的歷史、地理書籍，以及古代希臘、羅馬的文藝作品；在圖書館第一次看到世界大地圖，興趣很大，反復細看，受到啟發:13。毛澤東在湖南省立图书馆自学西方政治和科学的经典著作。 |      |
| 1913年 | 春，毛澤東開始認真思索前程，認為最適合於教書，同時因父親不同意他自修，拒絕供給費用，生活十分困難，於是決定報考不收学费、膳宿費低廉之师范學校，考入湖南省立第四師範學校預科；10月至12月，毛澤東聽課時記萬餘言之《講堂錄》，主要是國文課和修身課筆記，涉及哲學、史地、古詩文、數理等，記錄較多古今名人治學、處世、治國和倫理道德言行，凡典故、詞義、要旨和警句，都分條寫出，有內容突出理想情操，求實好學，不務虛名；以楷書全文抄錄屈原《離騷》和《九歌》；國文教員袁仲謙嫌毛澤東之作文像新聞記者，認為不應學梁啟超文風，而應研讀唐宋八大家尤其是韓愈文章；毛澤東買《昌黎先生集》，精心鑽研，學會古文文體:14。 |      |
| 1918年 | 4月，与蔡和森等人创建新民学会。6月，毛澤東在湖南第一師範毕业:36。8月15日，毛澤東同蕭子升、羅學瓚、羅章龍、陳贊周等20多名準備赴法勤工儉學之青年離長沙去北京:38。8月間，毛澤東作出湖南學生留法勤工儉學計劃，同蕭子升等駐北京主持湖南青年留法勤工儉學工作:38。 10月，經楊昌濟介紹，認識北京大學圖書館主任李大釗；徵得蔡元培同意，被安排在圖書館當助理員，負責登記新到報刊和閱覽人姓名，月薪8塊銀元；由於工作關係，時常到李大釗處請教，讀到傳播馬克思主義之書刊，並參加李大釗組織之學生研討各種新思潮活動；期間曾與在北京之新民學會會員，邀請蔡元培、陶孟和、胡適分別在北大文科大樓談話，主要談論學術和人生問題；還同北大學生朱謙之討論無政府主義和它在中國之前景；此時毛澤東同楊昌濟女兒楊開慧成為摯友:38-39。图书馆主任李大钊的言行使毛泽东开始具体地了解十月革命和马克思主义。此外，毛澤東首次认识了陈独秀，并受到很大影响。 |      |
| 1919年 | 1月25日，北京大學哲學研究會成立，毛澤東參加並旁聽北大之課程；2月19日，毛澤東參加北京大學新聞學研究會改組大會；毛澤東在研究會聽《京報》社長邵飄萍講授《新聞工作的理論與實踐》課程，曾多次拜訪邵飄萍，並得到邵經濟上接濟；3月12日，因母親病重，毛澤東從北京動身回湖南；3月14日，到達上海:40。春，毛澤東南下上海送蔡和森出国赴法勤工俭学同学送行，得到章士钊2万大洋赞助。3月15日，毛澤東在上海參加環球中國學生會召開之赴法留学学生歡送會；4月6日，毛澤東由上海回到长沙，對母親親侍湯藥:404月，毛澤東回湖南後，主持新民學會會務；為解決生活問題和便於工作，毛澤東住到長沙修業小學，教歷史課，並聯絡長沙教育界、新聞界和青年學生:40-41。五四运动爆发之后，毛澤東等人组织学生成立新的湖南学生联合会，发动学生总罢课以响应北京运动。 7月14日，湖南省學聯刊物《湘江評論》創刊，毛澤東為主編和主要撰稿人，「以宣傳最新思潮為宗旨」；毛澤東為創刊號撰寫創刊宣言及長短文二十餘篇，揭露和抨擊帝國主義和封建勢力:42-43。 9月中旬，毛澤東在商業專門學校召集原學聯骨幹醞釀驅逐張敬堯問題，指出北洋軍閥內訌是驅張之大好時機，湖南學生要做驅張運動之主力，當即布置：一、盡可能策動教員和新聞界人士支援學生驅張；二、指派彭璜和商專代表李鳳池等去上海，聯絡省外驅張力量；三、積極恢復學聯:45。9月，毛澤東在当时联省自治运动中于长沙《大公报》发表文章，主张湖南自治10月16日，北京大學新聞學研究會舉行第一次研究期滿式大會，毛澤東獲得該研究會聽講半年的證書:46。11月8日至11月10日，長沙《大公報》連續三天刊登特別啟事稱：「本報添約毛潤之先生為館外撰述員」，此後三年中，毛澤東同《大公報》建立良好合作關係，為該報撰寫不少文章:47。12月1日，毛澤東把《學生之工作》發表在《湖南教育月刊》上，設計理想社會藍圖：創造新學校，實行新教育，讓學生們在農村半工讀；再由這些新學生，創造新家庭，把若干個新家庭合在一起，就可以創造一新社會；在這個社會裡，設立公共育兒院，公共蒙養院，公共學校，公共圖書館，公共銀行，公共農場，公共工廠，公共劇院，公共病院，公園，博物館等等；以後，把這些一個個新社會連成一片，國家便可以逐漸地從根本上改造成一個大的理想的新村:60。12月4日，毛澤東在楚怡小學出席長沙各校教職員代表和學生代表聯席會議，會議決定開展驅張運動，繼續發動全省學校總罷課、游行演說；之後毛澤東在楚怡小學召開緊急會議，決定組織驅張代表團，分赴北京、天津、上海、漢口、常德、衡陽、廣州等地擴大驅張宣傳；12月6日，毛澤東率驅張請愿團離長沙赴北京，代表團在漢口停留10天左右，分頭動員旅鄂湖南學生一道驅張，聯絡湖北學生支持驅張運動，在赴京期間毛澤東等發表「快郵代電」，向全國揭露張敬堯在湖南的罪行；12月18日，湖南驅張請願團到達北京，鄧中夏等十餘人到車站迎接，毛澤東到京後主持驅張運動，北京成為當時湖南驅張運動之大本營；12月22日，為揭露張敬堯之罪惡和宣傳驅張運動，毛澤東同張百齡、羅宗翰等組織平民通信社，毛澤東任社長，每日發稿分送京、津、滬、漢各報，將張敬堯禍湘之罪惡及各地驅張運動之消息，加以傳布:49。12月27日，平民通信社印發由毛澤東起草、以湖南旅京公民署名之呈文《湘人力爭礦廠抵押呈總統府、國務院及外、財、農商三部文》，揭發湖南政務廳長串通水口山的德籍礦師，同美商以合資辦理湖南白鉛煉廠名義，行抵押借款之實的罪行，要求政府迅電張敬堯，取消草約，交款退出，並撤懲礦務局長，「以儆官邪而維礦政」12月31日，毛澤東同彭璜、張百齡等以湖南旅京公民名義，就張敬堯違禁運煙種事上書國務院，揭露張敬堯到湘後，大開煙禁，並勸民種煙，要求國務院「速即呈明大總統，將湖南督軍張敬堯明令罷職，提交法庭依律處辦，以全國法而救湘民」；12月，楊昌濟病重，在北京德國醫院治療，毛澤東到醫院探望，楊昌濟在病中給滯留上海之章士釗寫信，向他推薦毛澤東、蔡和森:50。 |      |
| 1920年 | 1月17日，楊昌濟在北京病逝，毛澤東曾與楊開慧、楊開智一起守靈；1月22日，同蔡元培、范源濂、章士釗、楊度、黎錦熙、朱劍凡等聯名，在《北京大學日刊》發出《啟事》稱：楊先生操行純潔，篤志嗜學，無意于富貴利達，依薪資維持生計；為撫恤遺孤，請諸知交慨加賻助:51。1月23日，父親毛貽昌在家鄉病逝，與母親文氏合葬於韶山土地沖；毛澤東在北京忙於驅張活動，未能回湖南奔喪:52。5月，从北京去上海，送萧三等出国留学。在上海结识陈独秀，陈给毛澤東提供了一个工作的机会，即在长沙卖由陈主编的新青年。同时受此影响，毛澤東开始注意共产主义。7月初，毛澤東離滬返湘，經過武漢，與利群書社創建人惲代英會見，商談在長沙開辦「文化書社」問題:61。同年他在湖南创建共产主义组织。他在上海《国民日报》和长沙大公报上发表系列文章，鼓吹“湖南的门罗主义”、湖南独立，主张建设“湖南共和国”、将中国“分为二十七国”。9月，毛澤東被湖南第一师范学校校长易培基聘请担任一师附小主事、一师校友会会长，寄宿于朱劍凡创办的周南女中教工宿舍。对罗素在长沙的讲演《布尔什维克与世界政治》，毛澤東听后反倒是更倾向于马克思主义，在给朋友的信中写道：“我看俄国式的革命是无可如何的山穷水尽诸路皆走不通的一个变计。并不是有更好的方法弃而不采，单要采取这个恐怖的方法。”9月3日，毛澤東於《大公報》發表文章《湖南建設問題的根本問題一一湖南共和國》，他主張各省獨立，將中國解構為「二十二行省，三特區，兩藩地，合共二十七個地方，最好分為二十七國。」9、10月间，他个人或与他人联名在长沙《大公报》等报纸上连续发表多篇文章，系统地提出实现湖南自治的具体主张。10月下旬-11月上旬，在长沙参与主办了罗素、蔡元培、张东荪、李石岑、杨端六等中外学者的公开讲座，并担任长沙《大公报》特邀演讲速记员与评论撰稿人。11月，毛澤東等创建湖南共产主义小组。1920年之前，毛泽东坚持实行“呼声革命”——面包的呼声，自由的呼声，平等的呼声——“无血革命”，不主张起大扰乱，行那没效果的“炸弹革命”、“有血革命”。但驱张运动依赖于军阀的最终成功，以及湖南自治运动的最终失败，却使毛澤東当时的思想态度发生了很大变化，从倾向于改良主义转变为倾向于马克思主义。12月1日，毛澤東寫長信給蔡和森，蕭子升和其他在法會友，回答蔡和森、蕭子升等提出關於新民學會之方針、方法之意見，表明自己接受馬克思主義，走俄國十月革命的道路；回信贊同以「改造中國與世界」為學會的方針，並說這「正與我平日的主張相合」，認為這個方針是世界主義；關於改造中國與世界之方法，不同意蕭子升等所主張實行「溫和的革命」，以教育為工具之方法，而對於蔡和森提出用俄國式方法，組織共產黨，實行無產階級專政之主張，「表示深切的贊同」；從歷史經驗來看，「凡是專制主義者，或帝國主義者，或軍國主義者，非等到人家來推倒，決沒有自己肯收場的」；因此，「用和平方法去達共產目的」不行；信中對於過去接受過的無政府主義和西方民主主義的觀點有所改變:74。12月2日，毛澤東到張文亮處，商討建立社會主義青年團問題；提出建團應分兩步進行，第一研究，第二實行；要「多找同志」；青年團成立會，等陳獨秀來湖南時再開:75。冬，毛澤東同楊開慧結婚:76。 |      |
| 1921年 | 1月，毛澤東创建湖南社会主义青年团。夏秋間，毛澤東被聘任湖南第一師範二十二班國文教員；毛澤東推薦何叔衡接任一師附小主事職務；毛澤東主張一師之教育方針是民主和切合實際，方法要注重啟發；在一次校務會議上提出，學生自治會之代表可參加校務會議，學校經濟要公開，不開除學生等意見，獲得校務會議通過:87。7月，与何叔衡一起代表湖南共产主义学习小组赴上海出席中国共产党第一次全国代表大会。毛澤東和刘仁静是会议书记员。11月下旬，湖南勞工會接受毛之建議，進行改組；把各工團之合議制改變為書記制，將原有之8個部，集中為書記、宣傳、組織三個部；並請毛澤東助理會務:90。 8月，毛泽东参加中共“一大”后返湘，择湖南省立第三师范学校（湖南三师）为湖南建党据点之一 10月亲临三师演讲，发展党员，建立起衡阳地区第一个党小组。10月10日，毛澤東在長沙建立中國共產黨湖南支部，任支部書記，成員有何叔衡、易禮容等；毛澤東在小吳門外清水塘租賃一所房子，作為中共湖南支部之秘密機關，並與楊開慧搬到這裡居住；湖南支部建立後，慎重吸收學生和工人中之先進分子入黨:88。 |      |
| 1922年 | 5月底，中共湘區執行委員會成立，毛澤東任書記，何叔衡、易禮容、李立三等為委員，區委機關設在長沙清水塘22號，湘區黨員發展到30多人:95。任中国劳动组合书记部湖南分部主任。6月17日，毛澤東主持召開中國社會主義青年團長沙執行委員會改組大會；大會通過由毛澤東修改定稿之《長沙執行委員會細則》；改組大會選出長沙執行委員會委員3人：毛澤東為書記，李立三為經濟部主任，羅君強為宣傳部主任；大會還同意委派王梁為學生運動委員會委員長，李立三為勞工運動委員會委員長（兼），易禮容為社會教育運動委員會委員長，周毓明為婦女運動委員會委員長，王萼為農民運動委員會委員長，李六如為政治宣傳委員會委員長，陳子博為非宗教運動委員會委員長:95-96。7月16日至7月23日，中國共產黨第二次全國代表大會在上海舉行，毛澤東沒有出席；大會選出中央執行委員會，陳獨秀被推選為委員長:96-97。毛澤東因党务繁忙未能出席会议。后来毛澤東对斯诺笑称自己和奇数有缘，党的一、三、五大他都得到重用。二大未参加，四大则被维经斯基排斥。 9月14日凌晨，安源路礦工人一萬七千人舉行罷工，發表罷工宣言；罷工前夕，毛澤東從長沙寫信給李立三等：罷工勝利的條件首先要靠工人群眾有堅固的團結和堅強的鬥志，同時必須取得社會輿論的同情和支持；因此，必要用「哀兵必勝」的道理，提出哀而動人的口號；中共安源黨組織召開緊急會議，根據毛澤東意見，提出口號「從前是牛馬，現在要做人」，並對罷工鬥爭作部署；會議決定成立罷工指揮部，李立三為罷工總指揮，劉少奇為工人俱樂部全權代表；罷工宣言提出改良待遇、增加工資、組織工會等17項條件，要求同路礦兩局談判；罷工期間，中國勞動組合書記部湖南分部致電萍鄉安源路礦工友表示竭力援助；9月18日，工人俱樂部代表、路礦兩局代表會同地方商會和紳士調停人，對工人提出之條件進行磋商，同意工人提出之條件，三方簽訂協議:100。 10月24日，毛澤東長子毛岸英在長沙清水塘出生；11月1日，毛澤東在長沙新河主持召開粵漢鐵路總工會成立大會，30多個團體參加成立大會，80多名代表一致贊成組織湖南全省工團聯合會，當即召開聯合會第一次代表會議，毛澤東被推為主席並代表中國勞動組合書記部湖南分部發表演說:103。11月5日，全省各工團召開第二次代表會議，正式成立全省工團聯合會；毛澤東作為粵漢鐵路總工會之代表參加並主持會議；會議通過會章；選舉毛澤東任工團聯合會總干事:103-104。11月25日，長沙印刷工人在毛澤東指導下，宣布罷工；罷工之前幾天，鉛印活版工會曾向各印刷公司經理提出增加工資、改良待遇等13項要求，要求3日內答復；趙恒惕政府只答應每月增資1元，工人非常不滿；毛澤東同工會骨幹研究，一致認為罷工時機已成熟，宣布罷工；印刷工人罷工之後，全城10餘家印刷局同時休業，報刊10餘家同時停刊（長沙《大公報》停刊18天）；長沙看不到當地出版之報紙，社會上震動很大:104-105。11月，經毛澤東同意，安源黨組織決定派蔣先雲、謝懷德等4人去幫助工作；12月5日，工人俱樂部發出罷工宣言，水口山3,000多工人全體罷工；隨即，中國勞動組合書記部湖南分部通電全國，請各工會團體予以支援；12月27日，礦局答應工人俱樂部提出之增加工資、實行8小時工作制、承認工人俱樂部的地位等項要求；罷工勝利以後，工人俱樂部創辦學校，毛澤東從長沙派來校長和教員:105。12月11日至12月13日，由於近來勞資糾紛加多，政府壓迫、破壞罷工事件不斷發生，工人憤慨和恐慌情緒日甚一日，毛澤東認為「實有與各級行政官廳直接交涉之必要」；為此，以湖南全省工團聯合會總幹事身份，率領粵漢鐵路、泥木、理發、鉛印活版等11個工會之代表郭亮、任樹德、羅學瓚等20餘人，於11日會見長沙縣知事周瀛干、省警察廳長石成金，12日會見省政務廳長吳景鴻，13日會見省長趙恒惕，就10個問題進行交涉：第一，請政府說明對工界之態度，在談到黃、龐被害一事；第二，集會結社問題，毛澤東和代表提出，政府不許集會結社不符合省憲；第三，表明工人態度問題；第四，工人與政府接頭問題；第五，設勞資裁判所問題；第六，人力車工會會牌被警方取下問題；第七，理髮工會提出之營業自由問題；第八，筆業罷工拖延不決問題；第九，機械工會改選、更名問題；第十，縫紉工會舊總管不交財產文卷問題；以上10個問題，經過毛澤東等工會代表之鬥爭，基本上得到解決:106-107。 |      |
| 1923年 | 2月8日，在湖南全省工團聯合會領導下，粵漢鐵路全體工人舉行罷工，要求承認京漢鐵路工人提出之條件外，還提出本路工人之7項條件；同日全省工團聯合會在長沙召開死難工友追悼會，舉行工人、學生2萬餘人之游行示威，並組織湖南全省工團聯合會援助京漢路委員會，發動全省工人、學生募捐援助，通電全國，聲討吳佩孚、蕭耀南；「二七」慘案後，毛澤東對安源工人運動之指導意見是，要以「彎弓待發」之姿勢等待，看形勢發展再決定是否罷工；當時安源只舉行游行示威，在鬥爭條件方面也只提出不高之經濟要求，很快被礦局所接受；安源之工人運動在全國工運低潮時沒有受到損失，反而有所發展:110。4月，毛澤東離長沙去上海，到中共中央工作；行前向繼任中共湘區委書記之李維漢移交工作，把領導工人運動、農民運動和社會主義青年團之具體工作，分別交給郭亮、夏曦等；在清水塘湘區委召開之兩次會議上，向李維漢介紹全區工作情況和組織情況；在介紹工作經驗時強調兩點：一、利用趙恒惕政府省憲法中之民主條文，進行鬥爭；二、用接近群眾的方法，如在工人中辦夜校、讀書班，在學生中辦刊物或組織社團，從中發現和培養積極分子，并逐步擴大成為建立工會、學生會的核心；還同李維漢單獨談話兩次，介紹湘區委和各方面負責幹部，並陪同李維漢到從事上層統戰工作之李六如家裡，一起交談湖南上層人物之情況:113。 6月上旬，毛澤東離上海到廣州，參加中共「三大」預備會議，由陳獨秀主持，李大釗、張國燾、譚平山、蔡和森、陳潭秋、羅章龍和共產國際代表馬林等出席，馬林傳達共產國際關於國共合作問題之意見，報告國際形勢，會議討論中央委員人選和起草「三大」各個決議案:113。6月12日至6月20日，毛澤東同朱少連作為湘區黨組織代表，出席在廣州東山恤孤院後街31號召開之中共第三次全國代表大會；毛澤東在大會上發言，介紹湖南農民和工人運動之情況，強調農民問題之重要意義；大會通過《關於國民運動及國民黨問題的議決案》，決定中國共產黨員以個人名義加入中國國民黨，但仍舊保存並努力擴大中國共產黨之組織；大會選出由9名委員、5名候補委員組成之中央執行委員會；中央執行委員會選出陳獨秀、毛澤東、羅章龍、蔡和森、譚平山5人組成中央局；陳獨秀為中央局委員長，毛澤東為中央局秘書，協助委員長處理中央日常工作；會後，毛澤東同陳獨秀、李大釗、蔡和森、向警予等留在廣州:113-114。大會通過之《中國共產黨中央執行委員會組織法》規定：「秘书负責本党内外文书及通信及开会記錄之责任，并管理本党文件。本党一切函件须由委员长及秘书签字。」:114 9月16日，遵照中共中央之決定並受中国国民党本部总务部副部长林伯渠之委托，毛澤東回到长沙，在湖南筹建国民党:118。林伯渠还委任毛泽东为国民党中央党部筹备员。毛澤東在给国民党本部总务部长彭素民、 副部长林伯渠的信中说：“租定房子成立筹备机关（秘密的），多邀信仰三民主义及其有活动能力的人入党。”在他的指导下，长沙最先设立国民党支部，接着常德、衡阳也相继设立分支部。毛泽东在长沙和夏曦筹建国民党地方组织。 10月初，国民党长沙支部成立；毛澤東在長沙、宁乡、安源等地建立國民黨分部和湖南总支部；后來，湖南成為國民黨組織最發達之省份之一:118。11月20日，湘江中學成立，11月24日正式開課，毛澤東、何叔衡、李維漢、羅宗翰、易禮容、姜夢周、陳昌、夏曦、夏明翰、謝覺哉、王季范、李六如等為校董:118-119。 |      |

### 中年
| 年代   | 记事 | 图片                   |
|        | 第一次国共合作 |                        |
| 1924年 | 1月中旬，毛澤東同中國國民黨部分代表乘輪船離上海到廣州，參加中國國民黨第一次全國代表大會:121。1月20日至1月30日，毛澤東作為湖南中國國民黨地方組織之代表，出席在廣州召開之中國國民黨第一次全國代表大會；中共黨員李大釗等20餘人參加；大會由孫中山主持；通過有中國共產黨人參加起草、以反帝反封建為主要內容之宣言以及新之中國國民黨黨綱、黨章等，確定孫中山之聯俄、聯共、扶助農工之三大政策；大會選舉中央執行委員會，中國共產黨人李大釗、譚平山、于樹德為委員，沈玄廬、林祖涵、毛澤東、于方舟、瞿秋白、韓麟符、張國燾為候補委員；會議期間，毛澤東被指定為章程審查委員之一，並在會上多次發言:121。1月31日，毛澤東出席中國國民黨第一屆中央執行委員、監察委員第一次全體會議；會議由孫中山主持；決議設立中央機構，組成中國國民黨中央黨部；會議還決定派遣中央執行委員分赴上海、北京、漢口等特別區，組織執行部，指導和監督當地黨務；毛被派到上海執行部；2月6日會議閉幕:122。 2月25日，毛澤東出席中國國民黨上海執行部第一次執行委員會會議，並作記錄；會議宣布正式成立中國國民黨上海執行部，管轄江蘇、浙江、安徽、江西和上海；會議通過邵元沖任文書科主任，邵未到任前，由毛澤東代理；胡漢民任組織部長，毛澤東任秘書:123。 |                        |
| 1925年 | 1月，毛澤東缺席中共四大，並落選中央局委員。3月，毛澤東以毛福軒、毛新枚、鍾志申、龐叔侃、李耿侯等為骨幹組織秘密農協，並通過他們發展會員；不久，韶山一帶出現一些秘密農民協會組織；毛澤東經常召集農協骨幹開會，講述土豪劣紳如何壓迫、剝削農民，農民應當怎樣向土豪劣紳開展鬥爭等:132。4月，毛澤東通過楊開慧、李耿侯等發動進步教師，利用原來之公立學校、族校、祠堂等，在韶山一帶創辦農民夜校；夜校除教農民識字、學珠算，還講三民主義、國內外大事等；毛澤東常去夜校察看，提出夜校講課要通俗易懂，如講打倒帝國主義，就說打倒洋財東，這樣農民才容易明白；夜校學員大都成為秘密農協的骨幹分子，夜校場所一般即是秘密農協會址；到7月間，夜校發展到20多所:132。6月中旬，中共韶山支部成立；經過幾個月培養和了解，毛澤東同毛福軒介紹毛新枚、李耿侯、鐘志申、龐叔侃等加入中國共產黨；一天，在毛家中樓上秘密舉行新黨員入黨儀式，並成立中共韶山支部；委派毛福軒為黨支部書記；為適應秘密工作要求，以“龐德甫”作為黨支部代號；還在銀田鎮開辦一書店，為韶山黨支部之秘密聯絡機關；至年底，韶山、銀田一帶發展黨員近百人；毛澤東還在韶山秘密發展共產主義青年團團員，建立團組織:133。7月初，毛澤東在韶山成立中國國民黨第七區黨部，並任常務委員；郭運泉、周嘯泉、李耿侯、鐘志申分別擔任組織和宣傳工作:133。8月28日，湖南省長趙恒惕得到成胥生關於毛澤東組織農民進行「平糶阻禁」鬥爭之密報後，電令湘潭縣團防局派快兵逮捕毛；本日，毛澤東在湘潭、韶山黨組織和群眾幫助下，離開韶山，去長沙:135。 9月上旬，毛澤東同準備到農民運動講習所（第五期）學習之龐叔侃、周振岳由長沙動身赴廣州；路經衡陽、資興、耒陽、郴州、宜章等地；然後到廣東韶關，再轉乘火車抵廣州:136-137。9月中旬，毛澤東到廣州後，因身體極度虛弱，住東山醫院，進行短期療養:137。 12月5日，毛澤東以国民党中央宣传部的名义创刊并主编《政治周报》在广州出版。这是在国共两党合作的情况下，由国民党宣传部主办的一个刊物。在《〈政治周报〉发刊理由》中写道： “为什么出版《政治周报》？为了革命。为什么要革命？为了中华民族得到解放，为了实现人民的统治，为了使人民得到经济上幸福。”这“便是《政治周报》的责任”，“《政治周报》的体裁，十分之九是实际事实之叙述，只有十分之一是对于反革命派宣传的辩论”。 12月，在《革命》半月刊上发表《中国社会各阶级的分析》一文。 |                        |
| 1926年 | 1月8日，中國國民黨第二次全國代表大會繼續舉行，下午毛澤東报告宣传部兩年經過狀況:2370。1月16日，中國國民黨第二次全國代表大會繼續舉行，選出第二屆候補中央執行委員24人：白雲梯、毛澤東等:2377。中央常委会批准毛泽东继续代理国民党中央宣传部部长、国民党中央农民运动委员会委员。 5月3日，第六届农民运动讲习所开学，9月11日结业。毛泽东任所长，招收来自全国20个省区的300余名学员，为北伐战争中全国农民运动的蓬勃发展准备了干部。前五届农讲所主任有彭湃、阮啸仙、罗绮园、谭植棠等。 9月，毛澤東发表《国民革命与农民运动》 一文，指出：“农民问题乃国民革命的中心问题”。毛澤東一面与国民党内的反共势力（毛澤東称之为“国民党右派”）周旋，一面维护国共合作，他起草并与陈独秀联合签署了一系列文件，他写道：“（对右派的言行）都不可隐忍不加以纠正”，但仍强调“须尽我们的力量忍耐与之合作”。因此在中共党内，他被张国焘和李立三嘲讽为做“国民党的工作”、是“胡汉民的秘书”:81。 |                        |
| 1927年 | 3月，在《战士》周报上公开发表《湖南农民运动考察报告》。反驳了党内外怀疑和指责农民运动的论调，总结了湖南农民运动的丰富经验，提出了解决中国民主革命的中心问题——农民问题的理论和政策。 3月，与邓演达等在武昌创办并主持国民党中央农民运动讲习所分所。 4月12日，蒋介石在上海发动四一二事件，开列通缉193中共要员，毛澤東名列其中。毛澤東从此终止了在中国国民党中央机关的工作。4月底到5月初，出席中国共产党第五次全国代表大会，被选为候补中央执行委员。 |                        |
|        | 秋收起义到遵义会议 |                        |
| 1927年 | 8月7日，出席了中共在汉口召开的紧急会议（八七会议），瞿秋白代表中共中央临时常委会作报告。毛澤東批评党中央在国共合作中没有积极去实现无产阶级的领导。他指出，今后党的“上级机关应尽心听下级的报告”，“要非常注意军事，须知政权是由枪杆子中取得的。（即枪杆子里出政权）”会并当选为临时中央政治局候补委员。会议派遣毛澤東到群众基础较好的湖南组织秋收起义。 9月毛澤東作为中共中央特派员被派到湖南，和中共湖南省委一起领导湘赣边界秋收起义。 9月29日，毛澤東率秋收起义部队到达江西永新县三湾村。毛澤東召开前委扩大会议，提出“支部建在连上”，称“三湾改编”。三湾改编确定了“党指挥枪”的原则。 11月9日至10日中共中央临时政治局扩大会议在上海召开（简称为“十一月扩大会议”），中央临时政治局常委瞿秋白、苏兆征、李维汉；政治局委员任弼时、罗亦农、向忠发、顾顺章；政治局候补委员周恩来、张太雷、李立三、邓中夏、张国焘，共产国际代表罗明那兹参加了会议。通过了《政治纪律决议案》，评价秋收起义“完全违背中央策略”，是“单纯的军事投机”，开除毛泽东临时政治局候补委员与湖南省委委员职务。 |                        |
| 1928年 | 4月，与朱德领导的南昌起义受挫余部在宁冈砻市会师。部队整编为中国工农红军第四军。后来美国女作家史沫特莱这样描述这次会师：“土地革命的两大主流汇合了，这次会见是中国历史上最重要的事件之一”。朱德任军长，毛澤東为前委书记兼党代表。朱德部编为第10师，毛澤東部编为第11师，湘南农军编为第12师。红4军是中国共产党领导的第一支正规红军。 6月，红四军在朱德于永新、宁冈两县交界的龙源口歼灭统治江西的滇军千余人。此后，井冈山革命根据地进入全盛时期。 6月下旬，毛泽东与永新县革命委员会主席贺敏学的妹妹（贺子珍）结婚。（与杨开慧并未离婚，杨开慧于1930年11月14日被何键杀害）。 10月，首次明确提出“工农武装割据”的思想，初步建立“农村包围城市”战略。 |                        |
| 1929年 | 11月，毛泽东把部队集中到红色江西的中心。此时中共中央肅清反革命分子，宣布彭德怀军裡发现了AB团组织，并对一部分中共党员采取逮捕和处决措施；其中有人暗中使离间计试图分裂毛泽东和彭德怀，被彭识破。 12月，红四军第九次代表大会（即古田会议），毛澤東再次当选前委书记，古田决议明确了中国工农红军的阶级性质、任务：“执行革命的政治任务的武装集团”，红军建设的根本原则是党对军队的绝对领导。古田会议明确了红军建设的根本原则是党对军队的绝对领导。 |                        |
| 1930年 | 1月，红四军第一纵队司令员林彪给毛泽东写了《新年贺信》。5日，毛泽东针对林彪“红旗还可以打多久”的疑问给他写了复信（即《星星之火，可以燎原》），提出了“农村包围城市”的主张，指出农村斗争“无疑义地是促进全国革命高潮的最重要因素”。 6月，根据中共中央指示，红四军、红十二军和红六军（7月改称红三军）在福建汀州（即长汀）整编为中国工农红军第一路军，朱德任总指挥，毛泽东任政委。 5月，赣西南特委领导开展了所谓肃清“AB团”的运动，此次肃反运动展开迅速，到6月下旬，在中央苏区已相当普遍，9月进入高潮。毛泽东对此十分支持，认为赣西南苏维埃政府与地方军队中有大批AB团分子，肃反运动有加强的必要，需要对行委“来一番根本改造”（《毛泽东致中共中央的信》，一九三○年十月十四日）。但反AB团的运动很快招致了反对，红二十军在12月12日发动了富田事变，喊出了“打倒毛泽东”的口号。 9月，毛澤東当选为中央政治局候补委员，第一次正式进入中国共产党中央政治局。1930年10月到1931年9月，毛泽东与朱德等领导红军反击国民政府三次大规模军事围剿，并取得胜利。 |                        |
| 1931年 | 11月1日-5日，在江西瑞金召开的中央苏区第一次党代会赣南会议上，毛澤東关于红军作战、建军和苏区工作中的观点和主张，被会议认定为是政治上的“非无产阶级观点”，军事上的“单纯防御”、“游击主义”，实际工作中的“狭隘经验论”、“富农路线”及“极严重的一贯右倾机会主义”。主持会议并批判毛的是项英为首的苏区中央局，开始排挤毛在中央苏区对党和红军的领导。 11月7日至11月20日，中华苏维埃第一次全国代表大会在江西瑞金叶坪村谢氏祠堂举行，召开中央苏区党组织的第一次代表大会（赣南会议），项英主持会议并批判毛泽东，并通过《政治决议案》，毛泽东被免去了苏区中央局代理书记职位。11月27日，毛澤東在中华苏维埃第一次全国代表大会上当选为中华苏维埃共和国临时中央政府中央执行委员会主席。此後毛澤東開始被稱呼為「毛主席」。 | 1931年毛泽东在中央苏区 |
| 1933年 | 1月，临时中央政治局与苏区中央局合并为中共中央局，毛泽东为其成员，毛泽东理应相当于政治局委员或候补委员。一年之后中共六届五中全会上，当时中共中央局全体成员都进入政治局的事实证明之。 | 1931年毛泽东在中央苏区 |
| 1934年 | 1月举行的中共六届五中全会上，毛澤東第一次正式当选为中央政治局委员。 10月蔣介石大力打擊共產黨，迫使紅軍穿越中國最險惡的地形進行逃亡，其後毛稱之為「戰略轉移」又或者「長征」。10月10日晚，党中央和红军总部从瑞金出发，率领红军主力及后方机关86000余人向湘西进军，开始战略转移，毛澤東率中央政府随军行动。中共中央和红军总部率领红军主力及后方机关向湘西进军，开始战略转移。在红军出征前夕及随后长征途中，毛澤東极力接近洛甫，多次与他谈论军事问题，说服争取他并得到其认同。在到达甘肃南部哈达铺时，毛澤東在党的活动分子会议上首次把这次战略转移命名为长征。 |                        |
|        | 遵义会议到中共七大 |                        |
| 1934年 | 12月11日，湖南通道会议，毛澤東提出放弃和红二、六军团会合的原定计划，主张向敌军力量比较薄弱的贵州方向前进。12月12日，中央部分领导人召开通道会议，毛泽东被邀请参加会议，他提出放弃与红二、六军团会合的原定计划，改向国军力量比较薄弱的贵州方向前进，会议认同其意见而否决李德、博古北进之主张；同年12月18日，中央政治局召开黎平会议，通过《中央政治局关于战略方针之决定》，采纳毛泽东主张而作出战略性转变。 |                        |
| 1935年 | 1月初，中央红军强渡乌江，7日占领遵义。 1月15日—1月17日，在遵义会议增选为中共中央政治局常委、军事三人团成员（毛澤東、周恩来、王稼祥组成，最后负总责的仍是周恩来），进入中共最高层，重新取得军事前敌指挥权。遵义会议是中共独立自主解决问题的开端。2月，中央政治局召开鸡鸣三省会议，洛甫取代博古成为中共总负责人，博古改任红军野战政治部主任；同年3月，中央政治局召开苟坝会议，成立由周恩来、毛澤東、王稼祥三人组成的军事指挥小组，恢复了毛澤東的军事指挥权。3月10日至12日，中央政治局在遵义县第十二下区平安乡苟坝一所当地人称为“新房子”的堂屋召开了政治局委员、候补委员，中央革命军事委员会委员和部分中革军委局以上首长20多人参加的会议，讨论是否进攻打鼓新场，歼灭驻扎在那里的黔军。3月10日会议开了整整一天，大家都赞同进攻打鼓新场。只有毛泽东一个人不同意，最后只好搞民主表决，少数服从多数，通过了进攻打鼓新场的意见，毛泽东的红军前敌司令部政委的职务也被表决掉了。当夜，毛泽东找到周恩来力劝，说服了周恩来。第二天3月11日继续开会，经过一番争论后，一致同意放弃进攻打鼓新场的计划。鉴于张闻天主持中央工作后，每遇战事都要召集20多人开会讨论，往往争论不休，毛泽东提议成立由几个人参加的小组全权指挥军事，获得周恩来、张闻天的赞同。3月12日，张闻天在苟坝“新房子”主持中央政治局会议，提议由毛泽东、周恩来、王稼祥组成三人小组（新“三人团”），全权指挥红军军事行动。该提议在会上获得一致通过。这意味着毛泽东自宁都会议之后重新执掌军事指挥权，且从遵义会议后“帮助下最后决心者”变为新三人团中“下最后的决心者”。持续3天的苟坝会议上，毛泽东力主不进攻打鼓新场，事后证明是完全正确的意见。毛泽东在关键时刻不顾个人得失，用政治生命再一次挽救了党和红军，让支持他的人理直气壮、更坚定地支持他；让反对他的人改变了看法，对他成为最高军事决策者服气，在党内军内的地位进一步巩固提高。毛泽东从此才有职有权，带领红军胜利走出了长征。苟坝会议毛泽东反对进攻打鼓新场的意见从被否决到最后被采纳用事实论证了“有时真理在少数人手里”的客观性。长征胜利后，很多与会者都记不清开会的地点了，但毛泽东1943年延安整风时、1959年4月5日上海的一次会议上、1967年1月22日中央军委扩大会议等场合都深情地提到了在苟坝召开的政治局会议。1943年，毛泽东在一次中央会议上说：“在打鼓新场，洛甫每天要开二十余人的中央会议。洛甫提议要我为前敌总指挥……以后组成三人团（毛澤東、周、王）领导。”“苟坝会议”作为一个政治概念，也是毛泽东1959年4月5日在上海提出来的，当时他回忆：“……大会都通过了，你来变更?大多数人也可以搞错的，而一两个人可能是正确的。列宁那个时候有这种情况。我也有许多经验。比如，苟坝会议，我先还有三票（支持），后头只有一票，就是我自己。我反对打打鼓新场，要到四川绕一圈，全场都反对我。那个时候我不动摇，我说要么听我的，我要求你们听我的，接受我的这个建议。如果你们不听，我服从，没有办法。散会之后，我同周恩来讲，我说，不行，危险，他就动摇了，睡了一个晚上，第二天又开会，听了我的了。” 随后，毛澤東指挥四渡赤水战役，摆脱国军包围。经过彝海结盟、强渡大渡河、飞夺泸定桥、翻越夹金山等事件，1935年6月，毛澤東率领中央红军同张国焘领导的红四方面军在四川懋功达维镇会师。中共中央政治局之后在懋功两河口开会，决定红一、四方面军共同北上，建立川陕甘苏区。8月，中央红军主力部队通过松潘草地，打开了进军甘南的门户。9月9日，毛泽东、张闻天、博古赶到红三军团驻地巴西，连夜召开政治局紧急会议，决定率一、三军团单独北上。9月12日，中共中央政治局在俄界召开扩大会议。会议决定将一、三军团、中央纵队改编为中国工农红军陕甘支队，由彭德怀任司令员，毛澤東任政委，单独北上。9月17日，红军攻克腊子口天险，进入甘南哈达铺。在哈达铺，毛泽东得知刘志丹领导的陕甘根据地的相关消息后，最终将陕甘根据地定为目的地。11月，毛澤東亲自指挥直罗镇战役，红一军团、红十五军团合力消灭东北军牛元峰第109师及第106师1个团，成为中共大本营设于陕北之“奠基礼”。毛澤東参加瓦窑堡会议，会议决定将中共的工作重心转向抗日方面；据此，毛澤東作《论反对日本帝国主义的策略》的报告。 |                        |
| 1936年 | 10月，红军三大主力最终在甘肃会宁会师。12月7日，统一的中共中央革命军事委员会在保安县组成，毛澤東任主席。12月12日西安事变发生之后，毛澤東等曾经一度主张审蒋乃至除蒋，但在党内张闻天持异议、党外国共多方实力较量与协调、共产国际指示要求与国内外舆论影响等情况之下，最终主张和平解决事变问题。西安事变解决后，中国共产党与中国国民党结成“抗日民族统一战线”。 |                        |
| 1937年 | 1月13日，毛澤東率中共中央和中央军委由保安迁到延安。4月至7月间，毛澤東在延安抗日军政大学讲授辩证法唯物论，其中两节后来整理成《实践论》和《矛盾论》。毛澤東系统而创造性地阐述历史唯物辩证法的实践观和矛盾观，并成为后来《论持久战》、《中国革命和中国共产党》、《新民主主义论》、《论人民民主专政》等著作的哲学基础。但毛将矛盾的斗争性绝对化，这又成为1949年建国以后其革命和建设的实践走向理想化和极端化的理论根源。 7月7日卢沟桥事件，中国军队被迫反抗日本军，标誌著中国抗日战争终于开始:1。7月8日，中共中央發出通電：「平津危急！華北危急！中華民族危急！只有全民族實行抗戰，才是我們的出路。……全中國同胞，政府與軍隊，團結起來，築成民族統一戰線的堅固長城，抵抗日寇的侵掠！」:27月13日，在延安召開中國共產黨員和機關工作人員之緊急會議，毛澤東到會動員，號召「每一個共產黨員與抗日的革命者，應該沉著地完成一切必須準備，隨時出動到抗日前線」:4。毛澤東於7月14日在內部致張雲逸電報，提出工作總方針：「此時各方任務，在一面促成蔣氏建立全國抗戰之最後決心（此點恐尚有問題）；一面自己真正地準備一切抗日救亡步驟；並同南京一道去做。……蓋此時是全國存亡關頭，又是蔣及國民黨徹底轉變政策之關頭，故我們及各方做法，必須適合於上述之總方針。」；又於7月15日致張雲逸電報，指定張奔走兩廣當局之間，「求得他們贊助堅決抗戰與國共合作的方針，求得他們開展愛國運動，積極救亡」:3。毛澤東在7月23日發表《反對日本進攻的方針、辦法和前途》一文，提出對付日本之進攻方針有兩種，一是堅決抗戰，「就一定得一個驅逐日本帝國主義、實現中國自由解放的前途」；一是妥協退讓，「就一定得一個日本帝國主義佔領中國、中國人民都做牛馬奴隸的前途」；他強調「國人應從大道理上好生想一想，才好把自己的想法和做法安頓在恰當的位置。在今天，誰要是在團結兩個字上不生長些誠意，他即使不被人唾駡，也當清夜捫心，有點兒羞愧。」:6-7。8月20日，毛澤東從延安出發前往洛川，會址設在洛川城郊馮家村:14。洛川會議是在8月22日至8月25日召开之政治局扩大会议，毛澤東在会上作军事问题和同国共兩党关系问报告，並作多次發言:15。適應戰爭需要，會議決定中央革命軍事委員會成員增加為11人，書記是毛澤東，副書記是朱德、周恩來:18。洛川会议结束后，中共中央又在8月27日组织一次座谈会，讨论毛澤東思考问题:19。7、8月，毛澤東在延安抗大讲授马克思主义哲学，撰写《实践论》和《矛盾论》。 9月针对八路军内部主张八路军要集中兵力打大仗、硬仗、打运动战的想法，毛澤東代表中共中央和中央军委发出了关于独立自主的山地游击战争基本原则的指示，将独立自主山地游击战的基本原则具体化。“此原则中包含：（一）依照情况使用兵力的自由。（二）红军有发动群众、创造根据地、组织义勇军之自由，地方政权与邻近友军不得干涉。（三）南京只能作战略规定，红军有执行此战略之一切自由。（四）坚持依傍山地与不打硬仗的原则。”:11-12随后又发出关于实行独立自主的游击战方针:19-20，要求八路军进行独立自主的山地游击战。。1940年给新四军的指示是“西起南京，东至海边，南至杭州，北至徐州，尽可能迅速地并有步骤有计划地将一切可能控制的区域控制在我们手中，独立自主地扩大军队，建立政权”。 |                        |
| 1938年 | 5月，毛泽东发表《抗日游击战争的战略问题》，首先指出战争的基本原则是保存自己消灭敌人，然后提出抗日游击战争的六大战略原则。同年5、6月间，毛泽东作《论持久战》长篇讲演，全面系统地阐述抗日战争的战略方针，并指出“兵民是胜利之本”。毛澤東发表《抗日游击战争的战略问题》和《论持久战》，全面地分析中日战争所处的时代以及敌我双方的基本特点，阐明持久抗战的总方针和抗日游击战争的战略地位以及人民战争的战略战术，对抗日战争的发展过程作出预测，反驳了“亡国论”和“速胜论”以及轻视游击战争的错误思想。这两篇著作丰富和发展了马克思主义的军事科学。《论持久战》得到国军副总长白崇禧的肯定，并用于指导武汉会战。日本对中国的侵略，客观上造成毛泽东与中共红军得以采取保存壮大自己、钳制消灭敌人的战略策略。之后因许多其他因素影响，中共实力不断发展壮大并最终在后来国共决战中夺取国家政权。美国传记作家罗斯·特里尔后来肯定日本无意之中帮助了中国共产党，“在20年代，没有斯大林的帮助，毛泽东也一样会成为中国共产党的领袖人物”，“但如果没有30年代日本对中国的侵略，毛泽东不会在1949年成为中国的最高领袖。” 毛与贺子珍因史沫特莱和吴莉莉发生矛盾贺子珍出走西安后去苏联，而来自上海的蓝苹（江青）逐渐步入毛澤東生活，与其同居。11月19日，毛澤東与江青结婚。 |                        |
| 1939年 | 5月26日，毛澤東为纪念中国人民抗日军事政治大学成立3周年发表文章指出，“抗大的教育方针是：坚定正确的政治方向，艰苦朴素的工作作风，灵活机动的战略战术”。这三句话和毛澤東以前的题词“团结、紧张、严肃、活泼”八个字，后来被林彪称为三八作风。在這個時期，毛澤東代表中共從蘇俄處秘密接收大約每個月三十万美元的活動經費。12月，毛澤東发表《中国革命和中国共产党》，提出“必须把落后的农村造成先进的巩固的根据地”，“借以在长期战斗中逐步地争取革命的全部胜利”……“而且革命的最后目的，是夺取作为敌人主要根据地的城市”，“农村包围城市”战略明确形成。 |                        |
| 1940年 | 1月，毛泽东发表《新民主主义论》，标志新民主主义理论得以成熟。毛澤東指示新四军“西起南京，东至海边，南至杭州，北至徐州，尽可能迅速地并有步骤有计划地将一切可能控制的区域控制在我们手中，独立自主地扩大军队，建立政权，设立财政机关，征收抗日捐税，设立经济机关，发展农工商业，开办各种学校，大批培养干部。” |                        |
| 1941年 | 5月19日，毛澤東在延安干部会议上作《改造我们的学习》的报告，号召全党树立理论和实际相统一的实事求是的马克思主义作风，提出反对主观主义；他对典故“实事求是”作出新的经典的解释，并阐明其为中共思想原则。「新四軍事件」爆發後，中共陝甘寧邊區的財政陷入前所未有的困境，毛澤東面對中國國民黨停止撥款的經濟壓力，後期他不得已下令在陝甘寧地區大量種植、製造和輸出鴉片，以其所得進口邊區急需的棉布、棉紗和醫療器材，鴉片因而成為陝甘寧邊區財政的重要支柱。 |                        |
| 1942年 | 2月1日，毛澤東在中央党校开学典礼会上作《整顿党的作风》的报告，开始了延安整风运动。8日，在延安干部会上作《反对党八股》的报告。4月3日，中共中央宣传部作出《关于在延安讨论中央决定及毛泽东同志整顿三风报告的决定》。5月2日，在延安杨家岭召开的文艺工作者座谈会上，毛澤東发表《在延安文艺座谈会上的讲话》，提出“文艺为人民大众、首先为工农兵服务”。该讲话成为共产党指导文艺创作的指导纲领。5月下旬，中央政治局决定成立中央总学习委员会，领导整风运动。通过延安整风运动，毛泽东思想成為中国共产党的主要政治思想。6月8日，中共中央宣傳部又发出《关于在全党进行整顿三风学习运动的指示》。 |                        |
| 1943年 | 6月，毛澤東为中共中央撰写《关于领导方法的若干问题》决定，将中共“群众路线”概括为“从群众中来，到群众中去”。 |                        |
| 1944年 | 6月，会见包括斯坦因、爱泼斯坦等在内于延安考察的中外记者西北参观团，并发表演讲称“只有民主，抗战才有力量”。 |                        |
|        | 七大到中华人民共和国成立 |                        |
| 1945年 | 6月19日，中共中央举行七届一中全会，毛澤東被选为中央委员会主席、中央政治局主席和中央书记处书记、中央书记处主席。 日本投降后，蒋介石命令共产党军队原地待命，国军则接受日军投降，此命令一出，毛澤東发电蒋介石，坚决驳斥抗拒。毛下令林彪和罗荣桓进入苏军控制下的东北，抢夺地盘。8月9日，毛发表《对日寇的最后一战》的声明，号召“八路军、新四军及其它人民军队，应在一切可能条件下，对于一切不愿投降的侵略者及其走狗实行广泛的进攻”。 8月28日，毛泽东、周恩来、王若飞在国民政府代表张治中、美国驻华大使赫尔利的陪同下从延安抵重庆与蒋介石谈判。经过43天的谈判，10月10日国共双方代表签署了《政府与中共代表会谈纪要》（即《双十协定》）。在《会谈纪要》中，国民党表示同意和平建国的基本方针；迅速结束国民政府的训政；承认各党派的平等合法地位和人民的某些民主权利；最重要的一项，是双方确定将召集各党派及无党派人士参加的政治协商会议。但國民政府不承认共产党在当时其声称解放区的政权；国民大会问题也未达成协议；中共所领导的军队整编的问题，实际上也没有解决。谈判期间，毛澤東将1936年所作词《沁园春·雪》手书后赠予柳亚子先生，柳亚子因此而和词，《沁园春·雪》一时之间在国统区重庆文坛引起轰动。从重庆回到延安后，毛澤東因病休整了一段时间。 |                        |
| 1946年 | 2月，国民党召开六届二中全会，国共开始争吵。3月初，马歇尔三人小组访问延安，毛澤東接见马歇尔并表示准备搬到淮安办公。3月下旬，苏军撤离东北，国共为争夺东北开始爆发内战。6月，国民政府下达停战令。7月之后，国共谈判陷入胶着，马歇尔，司徒雷登多次调停未果。8月，中共宣布国军飞机轰炸延安。入秋之后，国民大会召开制定宪法。国共由此彻底破裂。 |                        |
| 1947年 | 3月20日，国军胡宗南部占领延安，毛泽东和中共中央撤离，此后毛泽东周恩来任弼时和江青，以及其他中央警卫人员组成“昆仑纵队”，坚持留在黄河西岸与胡宗南周旋。入夏之后，陕北战局逐渐有利于国军，刘戡部根据无线电定位仪测定了毛泽东居住的村庄，紧急搜捕毛泽东。毛泽东等冒雨向西逃跑，脱离虎口。此后由于陕北战局变化，毛泽东转危为安。 |                        |
| 1948年 | 3月23日，毛澤東、周恩来、任弼时率党中央领导机关在陕北吴堡县川口东渡黄河，经「晋绥解放区」前往晋察冀解放区。以后于4、5月相继到达西柏坡，中央工委随之与中央合并。 1948年9月至1949年1月，在毛泽东领导下，解放军在辽沈战役、淮海战役和平津战役中战胜国军，取得内战决定性胜利。 |                        |
| 1949年 | 2月24日，毛澤東、周恩来在西柏坡与受李宗仁派遣、以私人资格来访的颜惠庆、邵力子、章士钊等，达成关于国共和平谈判的非正式协定八点，主要内容为“谈判以中共1月14日声明及所提八点为基础”。 3月，毛澤東主持中共七届二中全会，提出关于夺取全国胜利、中共工作重心转移以及新中国建设的指导方针和基本政策。 4月20日，国共最后和平谈判完全破裂；次日（4月21日），中国人民革命军事委员会主席毛泽东和中国人民解放军总司令朱德即联名发出《向全国进军的命令》。 4月22日毛澤東亲自起草新华社社论《抗议英舰暴行》，指责“英帝国主义的海军竟敢如此横行无忌和国民党反动派勾结在一起，向中国人民和人民解放军挑衅，闯入人民解放军防区发炮攻击，英帝国主义必须担负全部责任”。是为“紫石英号事件”。 6月30日，毛澤東发表《论人民民主专政》一文，总结中国共产党领导民主革命28年的经验，阐明即将成立的中华人民共和国的性质，各阶级在国家政权中的地位以及中华人民共和国内政外交的基本政策。指出我们的人民民主专政是工人阶级领导的、以工农联盟为基础的、包括城市小资产阶级和民族资产阶级在内的政权。 9月，在中国人民政治协商会议第一届全体会议上，毛澤東在开幕词中宣告：“占人类总数四分之一的中国人从此站立起来了。”，主持制定具有临时宪法意义和性质的《中国人民政治协商会议共同纲领》，並当选为中华人民共和国中央人民政府主席。9月21日至30日在中国人民政治协商会议第一届全体会议上，宣告：“占人类总数四分之一的中国人从此站立起来了。”主持制定具有宪法意义的《中国人民政治协商会议共同纲领》，并当选为中央人民政府主席。 |                        |
|        | 中华人民共和国成立后 |                        |
| 1949年 | 10月1日，中央人民政府委员会由毛澤東主持举行第一次会议。同日，首都北京30万军民在天安门广场集会，隆重举行开国大典。毛澤東宣读中央人民政府公告，向全世界宣告中华人民共和国成立。在典礼上，毛澤東宣告：“中华人民共和国中央人民政府今天成立了！”新中国成立后，毛澤東面临着对内军事统一全国、确立国家制度、恢复国民经济，以及对外谋求有利的国际环境、保障国家安全的艰巨任务。 12月16日毛澤東首次出国访问苏联，出行目的有两个，第一力图签订《中苏友好同盟互助条约》，第二是给斯大林的七十岁生日祝寿，此次出行毛澤東认为受到了苏联方面的冷遇，在很多问题上进行了争吵，毛澤東对此次访问大为不满，印象很差。 |                        |
| 1950年 | 6月6日至9日，中国共产党七届三中全会在北京举行。会上，毛泽东作了《为争取国家财政经济状况的基本好转而斗争》的书面报告，并作了《不要四面出击》的讲话。 10月8日，毛澤東发出《给中国人民志愿军的命令》，派遣解放军第13兵团以中国人民志愿军名义参加朝鲜战争，战事达三年之久，最后战线稳定在北纬38度（三八线）附近。 11月25日，长子毛岸英在朝鲜战场上阵亡。 |                        |
| 1951年 | 10月12日，《毛泽东选集》第一卷出版发行。此后，在全国掀起了学习毛澤東著作的热潮。《毛泽东选集》第二卷和第三卷，也相继于1952年4月和1953年4月出版发行。 |                        |
| 1953年 | 1953年7月27日，朝鲜停战协定在板门店签署。朝鲜战争提高了中国的国际威望。 1953年8月，毛澤東发表《党在过渡时期的总路线》一文，修正“新民主主义”是建国目标这一说法，改为“新民主主义只是一个过渡时期”。 1953年2月19日至24日，毛澤東首次视察海军舰艇部队，先后乘坐“长江”舰、“洛阳”舰航行4天3夜，并为5艘军舰题词，先后5次写下了“为了反对帝国主义的侵略，我们一定要建设强大的海军”。 |                        |

### 晚年
| 年代          | 记事 | 图片                                      |
|               | 晚年 |                                           |
| 1954年        | - 7月31日，苏共中央第一书记赫鲁晓夫乘机秘密抵达北京，毛澤東在中南海游泳池畔穿着游泳裤头欢迎和会见赫鲁晓夫。8月4日，北京和莫斯科同时发表《毛泽东和赫鲁晓夫会谈公报》。 - 9月，毛澤東在第一届全国人民代表大会第一次会议全票当选为首任中华人民共和国主席，并主持通过第一部《中华人民共和国宪法》。 |                                           |
| 1956年        | - 1月，中共中央根据毛澤東的提议，在北京召开了关于知识分子问题的会议，会议向全国人民发出"向科学进军"的号召。1956年2月，国务院成立科学规划委员会，700多名科学家共同参与，年底编成《1956-1967年科学技术发展远景规划纲要（修正草案）》。《规划》本着“重点发展，迎头赶上”的方针，提出有全局性意义的12项重点任务，在人力、物力上优先予以保证。 - 4月，毛澤東在中共中央政治局扩大会议上作《论十大关系》的报告，提出他关于处理政治、经济、文化建设中的十大关系和矛盾的思想，被认为体现了开放的思想:300。毛澤東决定提前全党整风，4月30日召集民主党派负责人座谈，请他们积极提意见，帮助共产党整风:311。 - 5月，毛澤東正式提出在艺术方面“百花齐放”、在学术方面“百家争鸣”的“双百方针”:300-303。毛澤東宣布次年开展整风运动，“整顿三风：一整主观主义，二整宗派主义，三整官僚主义”:308-310。毛澤東指出，整风是一种民主的方法，“以后凡是人民内部的事情，党内的事情，都要用整风的方法，用批评和自我批评的方法来解决，而不是用武力来解决。”:3105月1日《人民日报》公开发表中共中央《关于整风运动的指示》，整风运动正式开始:311-312。5月15日，毛澤東开始撰写《事情正在起变化》的文章，在党内高层传阅，表示中共应暂时让右派任意鸣放，准备后发制人，这是毛澤東准备反右的信号:316。 - 6月1日，在中共中央统一战线工作部召集的座谈会上，光明日报社总编辑储安平称“宗派主义的突出，党群关系的不好，是一个全面性的现象。”而且与中央也有很大关系。并且称在百花政策后“大家对小和尚（基层和一般党员）提了不少意见，但对老和尚（中共高层）没有人提意见。”批评政府已经成为一党天下，最后总结“这个‘党天下’的思想问题，是一切宗派主义现象的最终根源，是党和非党之间矛盾的基本所在。”次日，《人民日报》、《光明日报》以醒目标题显著位置全文刊登，其中出现之激烈言论引起毛澤東极大警觉和强烈反应:315-316。随后，毛澤東为中共中央起草正式反右之指示，决定将原本以处理人民内部矛盾为主之整风运动转为“反右运动”之对敌斗争:317。 - 下半年，中国经济出现了供应紧张，社会矛盾也开始抬头，全国先后约有1万多工人罢工、1万多学生罢课。一些中共干部用类似处理敌我矛盾的办法处理罢工、罢课，造成矛盾激化。针对这些问题，毛澤東在同年11月召开的中共八届二中全会上认为民主革命解决了旧的矛盾之后又出现了的新矛盾，并认为上述问题的根源是官僚主义。提倡百花齐放、百家争鸣的双百方针，鼓励知识分子和民主党派对中共提出意见。 |                                           |
| 1957年        | - 为消除党外人士的顾虑，中共重申“知无不言，言无不尽；言者无罪，闻者足戒；有则改之，无则加勉”。在这种政策影响下，经历胡风案等一系列批判事件後的知识分子开始逐渐向中共提出批评意见。经过多次小范围通气吹风之后，在2月底召开的最高国务会议第十一次扩大会议上，毛澤東作《如何处理人民内部的矛盾》讲话，宣传关于如何在思想领域处理人民内部矛盾之主张，到会各方面人士1,800多人反响热烈。这个讲话经过补充，写成《关于正确处理人民内部矛盾的问题》下发，在民主人士和知识分子当中引起强烈反响，事实拉开中共整风序幕。然而，与党外人士对毛澤東之热烈回应形成鲜明对比的是中共党内的抵触情绪，《人民日报》等中共机关报对毛澤東之讲话一声不响，让毛尤其不满。 - 5月22日，中共中央统战部举行座谈会，民盟中央副主席罗隆基在会上发言，建议共产党、民主党派和无党派民主人士组成委员会，检查“三反”、“五反”、“肃反”运动中的失误偏差，即“成立平反委员会”。民盟副主席、农工民主党主席章伯钧建议实行“两院制”，被指为要搞“政治设计院”。6月8日《人民日报》发表了毛亲自执笔的社论《这是为什么？》。7月1日，毛澤東在《人民日报》社论中指出，他在5月初请党外人士放开批评是为了引“牛鬼蛇神”“出笼”、让“毒草”“出土”的“阳谋”。 - 毛澤東发动「反右派」运动。“反右运动”在邓小平和彭真的实际执行下严重扩大化，把包括在“双百”中提意见者在内的五十五万知识分子（包括党员和非党员）打成了“右派”:552。55万在双百中提意见的知识分子（包括党员和非党员）被中共打成“右派”，遭到批判和劳动改造。毛澤東最初认定全国有“右派”四千人。 - 11月2日，毛澤東率领中国代表团乘图-104专机离开北京，去莫斯科参加十月革命40周年的庆祝典礼以及1957年共产党和工人党国际会议，赫鲁晓夫、布尔加宁、米高扬等苏共最高领导集体都亲自前往机场迎接，这是毛澤東第二次出国访问（也是最后一次）。11月17日，毛泽东在莫斯科大学会见留苏学生时提出“世界是你们的，也是我们的，但是归根结底是你们的”，11月21日下午乘图-104专机返抵北京。 |                                           |
| 1958年        | - 毛澤東发动大跃进运动，希望能在短期内“跑步进入共产主义”。全国各地土法炼钢，誓言二十五年内超英赶美（后来又被缩减为二十年、十年甚至五年）。又实施人民公社制度。大跃进、“总路线”和人民公社被合称为三面红旗。此后在1958年至1960年三年时间内，工业产值暴增，钢铁、煤炭等工业产品产量激增，城镇基础设施建设大规模增长，并伴随着大规模的群体扫盲。但是由于片面追求工业增产，使得浮夸风、高指标、乱指挥蛮干盛行，为大跃进最终失败埋下伏笔。毛泽东非常急迫的期待全国粮食增产并采取了一定的政治手段，造成了粮食生产的波动。 - 7月31日，苏共中央第一书记赫鲁晓夫访问中国，在北京小住三日。因毛澤東和赫鲁晓夫在很多重大关系上产生分歧，中蘇交惡，苏联停止援助中国。毛澤東认为苏联试图通过和中国合作建立长波电台和联合舰队来全面控制中国，苏联已经由社会主义国家变成帝国主义国家。 - 8月4日，毛澤東在中南海游泳池畔身着泳衣迎接身着西服革履的赫鲁晓夫，双方会晤后中苏双方同时发表公报。8月20日，毛澤東亲自指挥金门炮战，雖被蔣中正、中華民國國軍和美國(外交與軍事援助)予以還擊並粉碎其武力犯台的決心，沒有攻佔金門。此後到與美國建交前，對金門採單打雙不打的政治軍事策略。 - 11月第一次郑州会议到1959年7月庐山会议期间，毛澤東一度着手纠正“大跃进”中“左”的偏差，强调要压缩空气、反对浮夸，务求让国民经济回归正轨。 - 军委扩大会议，毛澤東批判刘伯承、叶剑英、肖克为首的军事教条主义。解放军的正规化建设被冲击，正规化被政治工作至上所取代。 - 由於大跃进后期国家工农业生产失衡，许多人发现问题，中共召开1958年11月第一次郑州会议以及1959年7月庐山会议。彭德怀在庐山向毛上书，原本主张“纠左”的毛转而批判“彭德怀反党集团”。 - 大跃进的最终失败加之自然灾害，造成三年困難時期无数人非正常死亡。 |                                           |
| 1959年        | - 4月27日，毛泽东卸任国家主席和国防委员会主席的职务，由刘少奇接任。毛泽东留任中共中央主席和中央军委主席，党内地位维持第一位。 - 7月，庐山会议中，毛澤東因不接受彭德怀所上万言书中的批评，发动批判“彭德怀反党集团”。会议后，“反右倾运动”再次展开，“左倾”恢复为经济工作的“思想方针”。庐山会议后，毛澤東支持林彪主持军委日常工作，朱德、彭德怀均被排斥。彭德懷被解除中共中央軍委委員和國防部長职务。 |                                           |
| 1960年        | - 冬，回应中共党内压力，从形式上中止大跃进运动，但并未根本停止。 |                                           |
| 1961年        | - 发生“窃听器事件”，毛泽东在专列上发现了隐秘的录音装置，时任中国共产党中央办公厅主任杨尚昆受到此事波及而向毛泽东作出检讨。 |                                           |
| 1962年        | - 七千人大会，刘少奇和邓小平认为毛澤東主导的1958年以来的经济、社会的建设方针存在问题。国家主席刘少奇纠正施政错误，邓小平、邓子恢支持农民“三自一包”。 - 秋，毛澤東在中共八届十中全会重申阶级斗争的必要性，提出阶级斗争要“年年讲，月月讲，天天讲”。 - 发动的“社会主义教育运动”，到1964年发展成为“清政治、清经济、清思想、清组织”的“四清运动”，并成为文化大革命的前奏。 - 毛澤東指示周恩来领导尖端科技的中共中央专门委员会的工作。 - 毛澤東在后方指挥中印边境战争。 |                                           |
| 1963年        | 3月，首都各大报纸发表毛题词“向雷锋同志学习”。“学习雷锋好榜样”，成为学雷锋活动的起端。 |                                           |
| 1964年        | - 毛澤東开始中国援助越南（抗美援越）参加越南战争。 - 针对四清运动的一些问题，毛澤東与刘少奇发生争执。1964年底到1965年中央工作会议上，争执到了很严重的程度，国家主席刘少奇曾向毛泽东书面检讨，但是两人关系并未缓和。 |                                           |
| 1965年        | - 11月，毛泽东和林彪一起打倒了罗瑞卿。 - 12月，姚文元发表文章批判《海瑞罢官》。该文章受到毛泽东的鼓励，但遭到北京市委和中宣部抵制。 |                                           |
|               | 文化大革命时期 |                                           |
| 1966年        | - 1月，彭真等人为此事起草了《二月提纲》，将辩论局限在学术角度，不以政治角度批判。未经毛泽东同意，彭真将此提纲下发全党。 - 3月，江青首次进入政治视野，发表讲话，批判十七年文艺黑线，毛泽东为此起草了《林彪同志委托江青同志召开的部队文艺工作座谈会纪要》。同年5月，毛泽东主持召开中共中央政治局扩大会议，严厉批判了二月提纲，将彭罗陆杨打倒。5月16日，远在杭州的毛泽东遥控康生等人在北京召集政治局会议，通过《五一六通知》，文革开始。《通知》除点名批判彭真外，还宣布撤销《二月提纲》和文化革命五人小组，改设中央文革小组指导。 - 入夏后，北京学生开始组织运动，国家主席刘少奇经请示毛澤東后，组成了工作组，维持秩序。发动文化大革命，红卫兵批斗中共干部、知识份子、地富反坏右，并展开大规模毁坏文物和书籍的“破四旧”运动。国家主席刘少奇被批斗致死，总书记邓小平也遭免职。 - 8月，毛澤東返回北京召开八届十一中全会，严厉批判刘少奇。8月5日毛澤東用铅笔在一张报纸的边角上写了《炮打司令部——我的一张大字报》，8月7日，毛澤東在誊清稿上修订后加标题，由当日会议印发。随后举行了新一轮常委选举，林彪成为党内第二号人物和党内唯一的中共中央副主席，国家主席刘少奇降为第八位。在周恩来的倡议下，林彪以毛澤東的“亲密战友和接班人”身份出现在媒体上。 - 8月18日，毛澤東、林彪在天安门广场接见了来自全国各地的红卫兵。此后毛澤東于8月31日、9月15日、10月1日、10月18日、11月3日、11月11日和11月25、26日，共八次九天接见了超过1100万人次的红卫兵。 - 12月，北京出现公开标语，打倒刘少奇。 |                                           |
| 1967年        | - 文化大革命前期，中国大陆对毛澤東个人崇拜达到顶峰。1月，毛澤東最后一次接见刘少奇，四天后刘家的电话线被撤除。同月，经毛澤東同意，陶铸被打倒。 - 8、9月间，毛泽东南巡，国家主席刘少奇在中南海遭到毒打。毛澤東在武汉时，遭遇七·二〇事件，周恩来安排，毛泽东匆忙之下登上飞机飞往上海。随后，支持“百万雄师”的武汉军区陈再道倒台。 - 8月，中央文革小组成员王力、关锋被隔离。 - 1967年下半年，毛发动全国范围的知识青年上山下乡运动。 - 12月22日，在《人民日报》发表毛的号召后，上山下乡运动开始高潮。 |                                           |
| 1968年        | - 1月，中央文革小组成员王力、关锋和戚本禹一起关入秦城监狱，是为王、关、戚事件。 - 10月，毛澤東主持召开中共八届十二中全会，会议决定将国家主席刘少奇开除出党。 |                                           |
| 1969年        | - 4月，中國共產黨第九次全國代表大會開幕，毛澤東全票当选中央委员，九届一中全会再度全票当选中国共产党中央委员会主席。 - 发生了在珍宝岛的中苏边境冲突。中国共产党“九大”，毛澤東选的第二个接班人林彪写入《中国共产党党章》。 - 1969年10月14日到1970年4月11日，毛“战备疏散”到武汉（1969年11月12日去长沙）。 |                                           |
| 1970年        | 8月，九届二中全会在庐山召开，全会批判张春桥，毛澤東写下《我的一点意见》，批判陈伯达。此次会议是毛和林彪关系的转折点。随后，毛澤東发起批陈整风运动，矛头直指军委办事组和叶群。 |                                           |
| 1971年        | - 8月，毛泽东秘密南巡，沿途不断打招呼，宣传第十次路线斗争，为林彪倒台作舆论准备。消息辗转到达林彪处，林立果“小舰队”企图暗杀毛泽东未遂。9月12日毛泽东突然返京，林彪等人连夜乘飞机出走，即九一三事件。 - 林彪事件后，毛身体状况急剧衰退，在1972年发生严重休克。此后又发生白内障，双目失明，直至1975年手术后恢复一半。 |                                           |
| 1972年        | - 1月10日，参加陈毅的追悼会。 - 2月21日下午，毛澤東与到访的美国总统尼克松会晤。 |                                           |
| 1973年        | 中共十大召开，毛泽东启用王洪文为中共中央副主席。随后，毛泽东重用邓小平，任命其为第一副总理。 |                                           |
| 1974年-1975年 | - 1974年毛会见埃及副总统沙菲时说：“秦始皇是中国封建社会第一个有名的皇帝，我也是秦始皇，林彪骂我是秦始皇。中国历来分两派，一派讲秦始皇好，一派讲秦始皇坏。我赞成秦始皇，不赞成孔夫子。因为秦始皇第一个统一中国，统一文字，不搞国中有国，而用集权制。”毛澤東发起批林批孔运动，将林彪与孔子放在一起批判。 - 1974年11月，毛澤東在长沙批评王洪文，决定邓小平等人进入国务院。 - 1974年7月17日到1975年4月15日，毛澤東在南方的武汉（7月18日至10月12日）、长沙（10月13日至次年2月3日）和杭州（2月6日至4月13日）长时间休养。 - 1974年秋天，医生诊断毛泽东患运动神经元症，還发现了肺心病、冠心病、右臂部褥瘡和血中含氧過低等病。 - 1975年，发起学习无产阶级专政理论运动。毛泽东与卢荻谈到《水浒传》，导致了评《水浒》运动。4月13日，因準備會見金日成，毛澤東決定啟程，4月14日回到北京:413。刘冰向毛泽东写信，揭发迟群和谢静宜的问题，1975年11月2日毛泽东与毛远新谈话认为：“信中的矛头是对着我的。我在北京，写信为什么不直接写给我，还要经小平转。小平偏袒刘冰。清华大学所涉及的问题不是孤立的，是当前两条路线斗争的反映。”:61911月20日，根据毛泽东意见，中共中央政治局召开会议，提出由邓小平主持作文化大革命的决议，总的评价是七分成绩、三分错误，邓小平拒绝了:625。11月24日，中共中央召开“打招呼会议”，由国务院副总理邓小平宣读经毛泽东审阅的《打招呼的讲话要点》，正式定性为“这是一股右倾翻案风”:626。11月，反击右倾翻案风运动开始。 |                                           |
| 1976年        | - 1月，周恩來逝世。2月3日，经毛泽东提议，华国锋主持中央工作并任国务院代总理:636。2月25日，华国锋主持召开“第二次打招呼会议”，传达《毛主席重要指示》，3月3日，中共中央印发《毛主席重要指示》到县团级:639，4月上旬，传达范围扩大到基层党支部书记:645。 - 4月，北京群众自发聚集在天安门广场上对姚文元攻击周恩来的事件表示抗议，人民英雄纪念碑附近出现大量纪念周恩来的花圈、诗抄。4月6日，毛澤東听取毛远新报送的政治局会议报告:645，下午，江青报告称邓小平是天安门事件的总后台，并建议开除邓小平党籍:646。4月7日，毛澤東决定：“开除邓的一切职务，保留党籍，以观后效。”中共中央政治局决议将4月5日的事件定性为反革命事件，撤销邓小平党内外一切职务:647，由华国锋接任中共中央第一副主席、国务院总理:646。 - 4月20日，毛泽东会见了埃及副总统穆巴拉克，这是他最后一次站着接见外宾，此后又于4月30日会见新西兰总理罗伯特·马尔登，5月12日会见新加坡总理李光耀。 - 5月27日，毛泽东会见了访问中国的巴基斯坦总统阿里·布托，因身体状况所限，会见时间仅10分钟，这是他生前最后一次公开露面。此后毛泽东的健康状况进一步恶化，经常处于昏迷状态。 - 6月，病重的毛澤東希望回到故乡韶山休养，但中共中央政治局没有同意他的要求:649。 - 7月唐山大地震发生后，毛澤東亲自过目地震情况汇报，面对惨重的损失嚎啕大哭，中共中央《关于唐山丰南一带抗震救灾的通报》（7月28日）是毛澤東生前圈阅的最后一份文件。 - 9月初，毛泽东病危，8日，在京中共中央政治局委员分组前来告别:651。9月9日0时10分，毛澤東在北京去世。他逝世后国内各地城市都举行了大规模的追悼会。部分其他国家和地区也举行了追悼会并设立了9天到10天的哀悼日。 - 联合国以及53个国家降半旗致哀。虽然毛澤東在生前主张火化，但他的遗体被注射福尔马林放入水晶棺中以永久保存，而且后来在天安门广场建了毛主席纪念堂来存放他的遗体并开馆对民众开放。 | 1976年4月30日，毛泽东会见新西兰总理马尔登 |

## 毛泽东在长沙
毛泽东是湖南省长沙府湘潭县韶山冲人。他在青年时代曾来到长沙城求学，接触外界社会，并开始了早期革命活动。在长沙，毛泽东得到了恩师杨昌济、徐特立等人的教导，结识了许多共产党早期领导人，并成立了共产主义小组。他在长沙与杨开慧结婚，生下了第一个儿子毛岸英。建国以后他也多次回到长沙。他在长沙的清水塘、橘子洲头、第一师范、爱晚亭、岳麓书院、新民学会旧址等地的足迹，是“红色旅游”的一部分。

### 故址今存
今天在长沙，保存的毛泽东曾经历过的地方还有很多。
- 长沙市一中：留下今存最早文章的地方。
- 湖南第一师范：读书时间最长的地方，共5年。
- 岳麓书院：曾经寄宿并学习过的地方。
- 爱晚亭
- 新民学会旧址
- 湖南自修大学旧址：最早是曾国藩祠；后改为船山学社，成为研究和学习王船山（即王夫之）的地方。王夫之影响了清末开始的包括曾国藩、毛泽东在内的很多湖南籍名人。毛泽东与何叔衡等人在这里创办自修大学有很深刻的意义。
- 湖南省图书馆：今址仍然在长沙定王台，已经重建多次。
- 南门口：当年毛泽东经常在这里临街读书，锻炼自己在闹中求学的能力。
- 清水塘22号：曾与杨开慧一起居住的地方，并在这里生下了毛岸英。这里也是中共湘区委员会旧址。
- 东方红广场：毛泽东逝世的同时建立的广场，广场上有毛主席塑像，后有《沁园春·长沙》的诗词碑。
- 蓉园宾馆：位于湖南省委，是毛泽东在长沙的居所。目前已经对外开放。
- 橘子洲头：他写下《沁园春长沙》的地方，并爱在这裡的湘江游泳。1980年代建成橘洲公园。

## 毛泽东担任过的重要职务
| 職銜                                   | 任職時期                      |
| -------------------------------------- | ----------------------------- |
| 中华苏维埃共和国中央执行委员会主席     | 1931年11月27日－1937年9月6日  |
| 中华苏维埃共和国人民委员会主席         | 1931年11月27日－1934年2月3日  |
| 中华苏维埃共和国中央革命军事委员会主席 | 1936年12月7日－1937年8月22日  |
| 中国共产党中央革命军事委员会主席       | 1937年8月22日－1945年8月23日  |
| 中国共产党中央政治局主席               | 1943年3月20日－1956年9月28日  |
| 中国共产党中央书记处主席               | 1943年3月20日－1956年9月28日  |
| 中国共产党中央委员会主席               | 1945年6月19日－1976年9月9日   |
| 中国共产党中央军事委员会主席           | 1945年8月23日－1949年初       |
| 中国人民革命军事委员会主席             | 1949年初－1949年10月1日       |
| 中国人民政治协商会议全国委员会主席     | 1949年9月21日－1954年12月25日 |
| 中华人民共和国中央人民政府主席         | 1949年10月1日－1954年9月27日  |
| 中央人民政府人民革命军事委员会主席     | 1949年10月1日－1954年9月27日  |
| 中华人民共和国主席                     | 1954年9月27日－1959年4月27日  |
| 中华人民共和国国防委员会主席           | 1954年9月27日－1959年4月27日  |
| 中国共产党中央军事委员会主席           | 1954年9月28日－1976年9月9日   |
| 中国人民政治协商会议全国委员会名誉主席 | 1954年12月25日－1976年9月9日  |

### 其他
毛泽东逝世后，长沙修建了东方红广场、橘洲公园、清水塘纪念馆等和毛泽东相关的纪念场所。
他在长沙市一中留下了作文《商鞅徙木立信论》，是迄今为止发现他一生中最早之文稿，全文413字。当时老师涤庵看到文章，留下批语：“历观生作，练成一色文字，自是伟大之器，再加功候，吾不知其所至。”
对于杨开慧的被害，他在《蝶恋花·答李淑一》中表达了遗憾。
毛泽东在回忆求学时期的经历时说：“我没有进过大学，也没有留过洋，我读书最久的地方是湖南第一师范，它替我打好了文化的基础。但我学习生活中最有收获的时期却是在湖南图书馆自学的半年。”
2003年12月，中華人民共和國成立出版的惟一一部毛泽东影集《毛主席近影集》在长沙露面，这也是目前毛泽东影集的最早版本。

### 引用
1. ↑  . 人民网. （原始内容存档于2019-05-07） （中文）.
2. ↑  高原. . 历史与社会高等研究所. 2010-01-13. （原始内容存档于2021-07-13） （中文）.
3. ↑  . 中华人民共和国中央人民政府. 2009-09-11. （原始内容存档于2019-11-17）.
4. ↑  . 中华人民共和国中央人民政府. 2005-07-26. （原始内容存档于2020-02-15）.
5. ↑  . 复旦大学. 2015-04-07. （原始内容存档于2019-11-06） （中文）.
6. ↑  穆光宗. . 人民网. 《文汇读书周报》. 2010-12-27. （原始内容存档于2018-10-04） （中文）.
7. 1 2 3 4 5 6 7 8 9 10 11 12 13 14 15 16 17 18 19 20 21 22 23 24 25 26 27 28 29 30 31 32 33 34 35 36 37 38 39 40 41 42 43 44 45 46 47 48 49 50 51 52 53 54 55 56 57 58 59 60 61 62 63 64 65 66 67  趙福亭、吳正裕、黃允升、蔡釗珍、田逢祿、張素華、李捷、蔣建農. 中共中央文獻研究室編，主編逄先知，副主編馮蕙、姚旭、趙福亭、吳正裕 , 编. . 北京: 人民出版社、中央文獻出版社. 1993. ISBN 7-01-001818-9.
8. 1 2 3 4 5 6 7  金冲及. . . 北京: 中央文献出版社. 2004  [2012-05-18]. ISBN 9787507316056. （原始内容存档于2012-06-14）.
9. 1 2 3 4  Stuart Reynolds Schram.Mao Zedong （页面存档备份，存于）,Encyclopedia Britannica Online.[2013-09-20]
10. ↑  周世钊. . 图书馆工作. 1977, (2)  [2012-05-19]. （原始内容存档于2013-09-26）.
11. ↑  金冲及.二、师范生 （页面存档备份，存于）,毛泽东传(1893-1949).北京:中央文献出版社,2004.
12. ↑  曾珺. . 党史文苑. 2008, (21): 26–28  [2013-05-05]. （原始内容存档于2013-12-28）.
13. ↑  金冲及.三、五四大潮的洗礼(1) （页面存档备份，存于）,毛泽东传(1893-1949).北京:中央文献出版社,2004.
14. ↑  . 凤凰网. 2011-05-04  [2012-06-09]. （原始内容存档于2013-02-08）.
15. ↑  中共中央文獻研究室，逄先知、金沖及主編 (编).  香港第一版. 香港: 中和出版. 2011. ISBN 978-988-15116-8-3.
16. ↑  《毛泽东早期文稿》，第533页
17. ↑  毛泽东：《湖南改造促成会复曾毅书》，1920年6月23日
18. ↑  . 人民网. 2011-09-12  [2013-12-11]. （原始内容存档于2013-12-15）.
19. ↑  孙健. . 人民网. 2011-03-17  [2013-12-11]. （原始内容存档于2012-01-28）.
20. ↑  毛泽东：“给肖旭东、蔡林彬并在法诸会友的信”，《毛泽东书信选集》，中央文献出版社，2003年11月版，ISBN 7507314804
21. 1 2  金冲及.三、五四大潮的洗礼(2) （页面存档备份，存于）,毛泽东传(1893-1949).北京:中央文献出版社,2004.
22. ↑  . 中国经济网. 2004-06-25  [2014-07-30]. （原始内容存档于2015-09-23）.
23. ↑  金冲及.四、建党初期的实干家 （页面存档备份，存于）,毛泽东传(1893-1949).北京:中央文献出版社,2004.
24. ↑  散木. . 党史博览. 2010, (9): 14–15  [2014-06-29]. （原始内容存档于2016-03-04）.
25. ↑  李继华.对毛泽东曾去上海参加中共二大的探疑.滨州师专学报,2003(3).
26. 1 2  金冲及.五、在国民党内工作 （页面存档备份，存于）,毛泽东传(1893―1949).北京:中央文献出版社,2004.
27. 1 2  李新總主編，中國社會科學院近代史研究所中華民國史研究室，韓信夫、姜克夫主編 (编). . 北京: 中華書局. 2011. ISBN 9787101079982.
28. ↑  金冲及.六、走向农民运动 （页面存档备份，存于）,毛泽东传(1893―1949).北京:中央文献出版社,2004.
29. ↑  罗斯·特里尔 著,胡为雄、郑玉臣 译.毛泽东传.北京:中国人民大学出版社,2006.ISBN 978-7-300-07010-0
30. 1 2  中共中央研究室 新华通讯社. . . 北京: 中央文献出版社. 1993  [2014-06-29]. （原始内容存档于2014-10-13）.
31. ↑  金冲及. . . 北京: 中央文献出版社. 2004  [2019-07-07]. （原始内容存档于2018-10-28）.
32. ↑  . 党史频道--人民网.   [2018-10-28]. （原始内容存档于2018-10-28）.
33. ↑  史沫特莱.伟大的道路[M].三联书店.1979:26
34. ↑  金冲及. . . 北京: 中央文献出版社. 2004  [2014-06-30]. （原始内容存档于2013-01-02）.
35. ↑  毛泽东. . . 北京: 人民出版社. 1991: 50  [2019-07-07]. ISBN 9787010009186. （原始内容存档于2016-03-05）.
36. 1 2  张树德. . 中国共产党新闻网. 2008-10-17  [2009-06-10]. （原始内容存档于2009-11-11） （中文（简体））.
37. ↑  黄禹康. . 新华网. 2009-01-04  [2009-06-01]. （原始内容存档于2009-01-14） （中文（简体））.
38. ↑  宋锦华. . 凤凰网. 2009-05-12  [2009-06-10]. （原始内容存档于2009-05-16） （中文（简体））.
39. ↑  毛泽东. . . 北京: 人民出版社. 1991: 98  [2019-07-07]. ISBN 9787010009186. （原始内容存档于2016-03-05）.
40. ↑  金冲及.十二、打破三次“围剿” （页面存档备份，存于）,毛泽东传(1893―1949).北京:中央文献出版社,2004.
41. ↑  李金明. . 湘潮. 2008, (3): 52–57  [2019-07-07]. （原始内容存档于2013-11-09）.
42. ↑  刘良. . 党史文苑. 2006, (11)  [2019-07-07]. （原始内容存档于2020-04-30）.
43. 1 2  吴德坤. . 《北京党史》. 2010, (1)  [2019-07-07]. （原始内容存档于2018-07-09）.
44. 1 2  梁俊英. . 《党史文汇》. 2014, (4)  [2019-07-07]. （原始内容存档于2019-03-05）.
45. ↑  金冲及.十五、长征 （页面存档备份，存于）,毛泽东传(1893―1949).北京:中央文献出版社,2004
46. ↑  石仲泉：《从转折走向辉煌——苟坝会议研究文集》，中央党校出版社，2007年9月第1版
47. ↑  [  林茂前：“苟坝会议让毛泽东难以忘怀”，《福建党史月刊》，]
48. ↑  《彭德怀传》编写组. . 北京: 当代中国出版社. 2006: 83. ISBN 978-7-80092-103-2.
49. ↑  韩三洲. . 同舟共进. 2011, (9)  [2019-07-07]. （原始内容存档于2020-04-12）.
50. ↑  《毛泽东选集》第1卷，北京：人民出版社，1952年，第137-156页
51. ↑  张培森. . 炎黄春秋. 2010, (6)  [2019-07-07]. （原始内容存档于2016-03-05）.
52. ↑  卢荻. . 同舟共进. 2011, (1)  [2019-07-07]. （原始内容存档于2019-06-11）.
53. ↑  杨奎松. . 中国社会科学. 1996, (5): 186–199  [2019-07-07]. （原始内容存档于2019-03-05）.
54. ↑  李义彬.  (PDF). 中共党史研究. 2007, (1)  [2019-07-07]. （原始内容 (PDF)存档于2014-08-11）.
55. ↑  . 文獻和研究. 1986, (6): 37.
56. ↑  中共中央研究室,新华通讯社. . 北京: 中央文献出版社. 1993  [2019-07-07]. （原始内容存档于2019-07-07）.
57. ↑  林青山.智慧学——辩证法趣谈.山东人民出版社,1985:122-123
58. 1 2 3 4 5 6 7 8 9  中共中央文献研究室编著. . 金冲及主编  (编). . 香港: 名流出版社. 1997  [2017-10-18]. ISBN 962-928-037-X. （原始内容存档于2017-09-26）.
59. ↑  中共中央文献研究室. . . 北京: 人民出版社. 1993  [2019-07-07]. ISBN 978-7-01-001836-2. （原始内容存档于2016-03-04）.
60. ↑  中共中央文献研究室. . . 北京: 人民出版社. 1993  [2019-07-07]. ISBN 978-7-01-001836-2. （原始内容存档于2016-03-04）.
61. ↑  放手发展抗日力量，抵抗反共顽固派的进攻 （页面存档备份，存于）毛泽东1940年5月4日
62. ↑  毛泽东. . . 北京: 人民出版社. 1991: 406–407  [2019-07-07]. ISBN 9787010009193. （原始内容存档于2011-02-19）.
63. ↑  毛泽东. . . 北京: 人民出版社. 1991: 509  [2019-07-07]. ISBN 9787010009193. （原始内容存档于2015-08-08）.
64. ↑  罗斯·特里尔著,胡为雄,郑玉臣译.毛泽东传[M].北京:中国人民大学出版社,2006:168-169.
65. ↑  法制与社会, Issue 1, Part 2,《法制与社会》杂志社, 2008 “这一年美国女记者史沫特莱和她的翻译吴莉莉〖英语名 0150 来到了延安,这一年蓝萍（后改名：江青）等大批进步青年学生来到了延安，这一年个性倔强的贺子珍感觉到了婚姻前所未有的危机，这一年毛泽东感情世界发生了翻天覆地的变化，这一年围绕在……，毛泽东向史沫特莱学习英语,向吴莉莉学北京官话,当然也包括向她们学习交际舞。吴莉莉是当时延安交际舞的明星，自然就成了毛泽东的交际舞舞伴了。他们长时间频繁的接触,使贺子珍产生了疑心，本来就对史沫特莱她们怀有敌意的贺子珍终于爆发大闹……”
66. ↑  “贺子珍马上转向毛泽东发火,说着说着,手就挥舞起来,手指划到吴莉莉的耳朵和脸顿上。"怎么,你打人?还了得! "吴莉莉也很厉害地吵开。这时,史沫特莱闻声出来劝架。毛泽东既扫兴又爐尬,赶紧把贺子珍拉回家”《上海文学》，上海文学社, 2001, 66页
67. ↑  毛泽东. . . 北京: 人民出版社. 1991: 635–636  [2019-07-07]. ISBN 9787010009193. （原始内容存档于2016-03-05）.
68. ↑  毛泽东. . . 北京: 人民出版社. 1991: 753–758  [2014-07-09]. ISBN 9787010009193. （原始内容存档于2011-07-07）.
69. ↑   (PDF).   [2019-09-04]. （原始内容存档 (PDF)于2018-12-23）.
70. ↑  中共中央研究室,新华通讯社.毛泽东生平大事年表（1941-1950年） （页面存档备份，存于）,毛泽东(大画册).北京:中央文献出版社,1993.
71. ↑  毛泽东. . . 北京: 人民出版社. 1991: 899  [2019-07-07]. ISBN 9787010009209. （原始内容存档于2016-03-04）.
72. ↑  毛泽东. . 中文马克思主义文库.   [2023-06-17]. （原始内容存档于2023-06-17） （中文）.
73. ↑  金冲及.三十、重庆谈判 （页面存档备份，存于）,毛泽东传(1893―1949).北京:中央文献出版社,2004.
74. ↑  賈曉明. . 人民政協報.   [2019-07-07]. （原始内容存档于2016-03-04）.
75. ↑  张耀祠. . . 中共党史出版社.   [2019-07-07]. （原始内容存档于2019-07-07）.
76. ↑  金冲及. 三十七、大决战的日日夜夜（上） （页面存档备份，存于）,毛泽东传(1893―1949).北京:中央文献出版社,2004.
77. ↑  金冲及.三十八、大决战的日日夜夜（下） （页面存档备份，存于）,毛泽东传(1893―1949).北京:中央文献出版社,2004.
78. ↑  金冲及.三十九、将革命进行到底 （页面存档备份，存于）,毛泽东传(1893―1949).北京:中央文献出版社,2004.
79. ↑  毛泽东. . . 北京: 人民出版社. 1991: 1475,1480  [2019-07-06]. ISBN 9787010009216. （原始内容存档于2015-03-10）.
80. ↑  金冲及.四十、筹建新中国 （页面存档备份，存于）,毛泽东传(1893―1949)北京:中央文献出版社,2004.
81. ↑  逄先知,金冲及 (编). . . 北京: 中央文献出版社. 2003  [2012-05-16]. ISBN 7507315126. （原始内容存档于2011-08-08）.
82. ↑  毛泽东. .  (PDF). 北京: 中央文献出版社.   [2022-05-29]. （原始内容存档 (PDF)于2024-04-02）.
83. ↑  中共中央研究室,新华通讯社.毛泽东生平大事年表（1951-1960年） （页面存档备份，存于）,毛泽东(大画册).北京:中央文献出版社,1993.
84. 1 2 3 4 5 6 7 8 9  张素华 主编.毛泽东与中共党史重大事件.北京:中央文献出版社,2001.ISBN 978-7-5073-1052-8
85. ↑  . 中国共产党新闻网.   [2009-06-16]. （原始内容存档于2008-05-04） （中文（简体））.
86. 1 2  毛泽东. . . 北京: 人民出版社. 1977: 313–329  [2019-11-08]. （原始内容存档于2014-09-04）.
87. ↑  闻文. . 福建党史月刊. 2005, (9)  [2019-11-08]. （原始内容存档于2009-03-17） （中文（简体））.
88. ↑  中共中央关于处理罢工、罢课问题的指示(1957年3月25日)//建国以来重要文献选编·第10册.中央文献出版社,1994:154
89. ↑  傅雷著,傅聰編. . 北京: 三聯書店. 1994: 158. ISBN 7-108-00125-X.
90. ↑  十七、《关于正确处理人民内部矛盾的问题》和整风反右 （页面存档备份，存于）,逄先知,金冲及.毛泽东传(1949-1976).北京:中央文献出版社,2003
91. ↑  闻文. . 人民网. 2005-09-20  [2009-06-14]. （原始内容存档于2013-10-05） （中文（简体））.
92. ↑  毛泽东. . 人民日报 (人民日报社). 1957-07-01  [2019-05-13]. （原始内容存档于2018-07-15）.
93. ↑  中華人民共和國大典編委會 (编). . 中國經濟出版社. 1994.
94. ↑  毛泽东. . . 北京: 中央文献出版社. 1992  [2019-07-07]. ISBN 9787507300833. （原始内容存档于2012-09-05）.
95. ↑  . 人民日报. 1957-11-03: 1.
96. ↑  . 人民日报. 1957-11-20: 1.
97. ↑  . 人民日报. 1957-11-22: 1.
98. ↑  沈卫平. . . 济南: 黄河出版社. 2008  [2019-07-07]. ISBN 9787801529213. （原始内容存档于2019-07-07）.
99. ↑  中共中央党史研究室. . . 北京: 中央党史出版社. 2011  [2019-07-07]. （原始内容存档于2019-06-08）.
100. ↑  李锐. . . 河南人民出版社. 1999: 424. ISBN 9787215030725.
101. ↑  依娃.大饑荒是一場大屠殺 （页面存档备份，存于）.開放雜誌網.2013-12-11.
102. ↑  John King Fairbank; Merle Goldman. . Harvard University Press. 2006: 368  [2019-07-07]. ISBN 978-0-674-03665-9. （原始内容存档于2014-06-17）.
103. ↑  钱庠理. . 香港中文大学出版社. 2008: P47. ISBN 9789881727459 （繁体中文）.
104. ↑  . 炎黄春秋. 2010, (12)  [2014-01-24]. （原始内容存档于2010-12-30）.
105. ↑  Jasper Becker. . Henry Holt and Company. 1998-04-15: 271–272  [2019-07-07]. ISBN 978-0-8050-5668-6. （原始内容存档于2015-03-19）.
106. ↑  林蕴晖. . . 香港中文大学. 2008.
107. ↑  . 美國之音. 2011-09-29  [2019-07-07]. （原始内容存档于2014-02-02）.
108. ↑  Frank Dikötter. . Bloomsbury Publishing. 2010-10-01: 325–326  [2019-07-07]. ISBN 978-0-8027-7928-1. （原始内容存档于2014-06-17）.
109. ↑  Dikötter, Frank. Mao's Great Famine: The History of China's Most Devastating Catastrophe, 1958-62. Walker & Company, 2010. p. xii ("at least 45 million people died unnecessarily") p.xiii ("at least 2.5 million were tortured to death or summarily killed") p.333 ("a minimum of 45 million excess deaths").ISBN 978-0-8027-7768-3
110. ↑  Gráda, Cormac Ó. . UCD Centre For Economic Research Working Paper Series: 9. 2011  [2019-07-07]. （原始内容存档于2019-06-23）.
111. ↑  Gráda, Cormac Ó. . Population and Development Review. March 2011, 37 (1): 191–202  [2019-07-07]. （原始内容存档于2017-02-15）.
112. ↑  孙经先. . 马克思主义研究. 2011, (6): 62–75.
113. ↑  孙经先. . 中国社会科学报. 2013-08-23  [2014-01-24]. （原始内容存档于2013-10-16）.
114. ↑  孙经先. . 中国社会科学报. 2013-09-09  [2014-01-24]. （原始内容存档于2014-02-03）.
115. ↑  孙经先. . 红旗文稿. 2014, (2): 8–14  [2014-01-24]. （原始内容存档于2014-02-03）.
116. ↑  周明全整理.毛主席与胡志明的深厚友谊 （页面存档备份，存于）.乐云网.2010-01-18
117. ↑  《毛泽东正值神州有事时》第二章 犹记烽火 ，顾保孜 钱嗣杰 著，人民文学出版社 2013-7-1
118. ↑  罗平汉. . . 北京: 人民出版社. 2007  [2019-07-07]. ISBN 9787507316056. （原始内容存档于2019-06-10）.
119. ↑  Jiaqi Yan; Gao Gao. . University of Hawaii Press. 1996-01: 30–31  [2019-07-07]. ISBN 978-0-8248-1695-7. （原始内容存档于2015-03-21）.
120. ↑  .   [2019-07-07]. （原始内容存档于2014-10-15）.
121. ↑  翁衍慶. . 新銳文創. 2012-07-01: 110  [2019-07-07]. ISBN 978-986-6094-93-4. （原始内容存档于2015-03-21）.
122. ↑  一个与《二月提纲》对立的文件 （页面存档备份，存于）,文革前夜的中国.
123. ↑  蘭斯斯; 明鏡出版社. . 明鏡出版社. 2014-07-09: 192. ISBN 978-1-63032-209-0.
124. ↑  Maurice Meisner.  Third. Free Press. 1999-04-01: 353–354. ISBN 978-0-684-85635-3.
125. ↑  Thomas W. Robinson. . The China Quarterly. 1971, (47): 413–18  [2019-07-07]. （原始内容存档于2019-07-07） （英语）.
126. ↑  . 中华网. 2006-03-13  [2019-07-07]. （原始内容存档于2013-10-05）.
127. ↑  三十九、一九七二年的内政和外交 （页面存档备份，存于）,逄先知,金冲及.毛泽东传(1949-1976).北京:中央文献出版社,2003.
128. ↑  顾保孜,杜修贤. . 辽宁人民出版社. 2004.
129. ↑  翟玉忠. . 新法家网. 2006-01-27  [2019-07-07]. （原始内容存档于2019-07-07）.
130. ↑  明報月刊, Volumes 457-462, 香港明報有限公司, 2004 ， 134页 “除進一步確診雙目已近失明的毛澤東所思乃白內障外,神經科專家又再次確認毛澤東所思確為運動神經元症。此外,還發現毛澤東患有肺心病、冠心病、右臂部褥瘡和血中含氧過低等病。”
131. ↑  汪东兴传，师东兵，内蒙古文化出版社, 1998，140页，“毛泽东同意也对自己的身体进行一次局部的检査。……一个罕见的病,叫运动神经元病,在西方称之为肌肉萎缩症,也就是大脑延髓和脊髓内,主宰喉、咽、舌、右手、右腿运动”
132. ↑  中华民国立法院公报，1997年，86卷，56期，第三页，“運動神經元疾病是一種進行性運動神經萎縮症,通常發生于……中年人，已知毛澤東、「時間簡史」作者霍金染此病……”
133. ↑  中共中央文獻研究室，逄先知、金沖及主編 (编).  香港第一版. 香港: 中和出版. 2011. ISBN 978-988-15116-8-3.
134. 1 2 3 4 5 6 7 8 9 10 11 12  中共中央文献研究室 (编). . 北京: 中央文献出版社. 2013. ISBN 978-7-5073-3992-5.
135. ↑  . 澎湃新闻. 2014-12-25  [2021-03-31]. （原始内容存档于2014-12-27）.
136. ↑  四十三、临终的日子 （页面存档备份，存于）,逄先知,金冲及.毛泽东传(1949-1976).北京:中央文献出版社,2003.